# Lista de bens tombados pelo Condephaat
Esta é uma lista de bens tombados pelo Conselho de Defesa do Patrimônio Histórico, Arqueológico, Artístico e Turístico (CONDEPHAAT). Fundado em outubro de 1968, o Condephaat é o órgão público responsável pela proteção, valorização e divulgação do patrimônio cultural do estado de São Paulo, bem como o órgão imbuído da capacidade legal de tombar bens culturais em território paulista. Subordinado à Secretaria de Cultura do Governo de São Paulo, o Condephaat é responsável pelo tombamento de mais de 500 bens em diversos municípios do estado, abrangendo desde móveis e imóveis até núcleos urbanos e áreas naturais. Na presente lista, os bens estão distribuídos por município, por sua vez agrupados por letra, em sequência alfabética.

## Bens tombados pelo Condephaat por município

### Municípios iniciados pela letra "A"
| Águas de Lindoia |                                                                            |                   |                        |                              | |
| Imagem           | Bem / Inscrição                                                            | Ano de tombamento | Tipologia              | Tombamento em outras esferas | Outras informações |
|                  | Hotel Glória                                                               | 2017              | Edificação             |                              | Idealizado pelo médico Francisco Tozzi, o Hotel Glória é estabelecimento hoteleiro remanescente da fase de implantação de projeto termalista, criado por iniciativa privada na década de 1910. |
| Agudos           |                                                                            |                   |                        |                              | |
| Imagem           | Bem / Inscrição                                                            | Ano de tombamento | Tipologia              | Tombamento em outras esferas | Outras informações |
|                  | Escola Municipal de Ensino Fundamental Coronel Leite                       | 2010              | Edificação             |                              | Projetada por Hércules Beccari, foi inaugurada em 1911, com oito salas, como "Grupo Escolar de Agudos". É uma das integrantes do conjunto de 126 escolas públicas construídas pelo governo paulista entre 1890 e 1930, testemunhos da consolidação das políticas públicas educacionais de caráter modelar durante a República Velha. Como as demais unidades do conjunto, a unidade de Agudos possui técnica construtiva simples, em alvenaria de tijolos, e linguagem estilística marcada pela simplificação de atributos da tradição clássica acadêmica. |
| Altinópolis      |                                                                            |                   |                        |                              | |
| Imagem           | Bem / Inscrição                                                            | Ano de tombamento | Tipologia              | Tombamento em outras esferas | Outras informações |
|                  | Escola Municipal de Ensino Fundamental Coronel Joaquim da Cunha            | 2010              | Edificação             |                              | Projetada por César Marchisio, foi inaugurada em 1919, como "Grupo Escolar de Altinópolis". Integra a rede de 126 escolas públicas erguidas pelo governo paulista entre 1890 e 1930, conjunto de importância histórica, cultural e arquitetônica que exemplifica as políticas de promoção do ensino básico durante a primeira república. |
| Álvares Machado  |                                                                            |                   |                        |                              | |
| Imagem           | Bem / Inscrição                                                            | Ano de tombamento | Tipologia              | Tombamento em outras esferas | Outras informações |
|                  | Cemitério da Colônia Japonesa                                              | 1980              | Edificação             |                              | Situado na antiga Gleba Brejão, que recebeu em 1918 a primeira leva de colonos japoneses. O cemitério, denominado "Shokonsai", foi inaugurado em 1919, para atender às demandas rituais dos imigrantes. Abriga as sepulturas de aproximadamente 784 pioneiros da colonização japonesa em Álvares Machado, muitos dos quais adornados com elementos orientais e inscrições em ideogramas japoneses. O tombamento engloba, além do cemitério, uma escola, um palco e uma casa erguida em madeira na área da antiga gleba. |
| Americana        |                                                                            |                   |                        |                              | |
| Imagem           | Bem / Inscrição                                                            | Ano de tombamento | Tipologia              | Tombamento em outras esferas | Outras informações |
|                  | Complexo Industrial Carioba                                                | 2013              | Edificação             |                              | Erguido no fim do século XIX, o Complexo Industrial Carioba foi uma das primeiras fábricas têxteis do estado de São Paulo e pioneiro no sistema de produção verticalizado, sendo responsável por produzir matéria-prima, industrializar e comercializar o produto final. O complexo abriga equipamentos voltados às diversas fases de produção, como galpões de tecelagem, usina e administração, além da residência da família Hermann Müller, proprietária da tecelagem, e edificações voltadas à assistência educacional, médica, atividades de lazer e moradia dos funcionários.                                                                                              |
|                  | Sede da Fazenda Salto Grande                                               | 1982              | Edificação             |                              | Erguida em taipa de pilão e pau-a-pique, com trinta e seis cômodos distribuídos em planta retangular, a sede da Fazenda Salto Grande foi erguida, provavelmente, no início do século XIX, nas terras que pertenceram a Domingos da Costa Machado. Em 1902, foi adquirida pela Rawlison Muller Cia., passando posteriormente ao controle da Fábrica de Tecidos Carioba e de J. J. Abdalla. Foi desapropriada pela Prefeitura Municipal de Americana na década e 1970 e reformada pelo Condephaat nos anos oitenta. Abriga atualmente o Museu Histórico Pedagógico Municipal Dr. João da Silva Carrão.                                                                              |
| Amparo           |                                                                            |                   |                        |                              | |
| Imagem           | Bem / Inscrição                                                            | Ano de tombamento | Tipologia              | Tombamento em outras esferas | Outras informações |
|                  | Escola Estadual Rangel Pestana                                             | 2014              | Edificação             |                              | Unidade integrante do conjunto de 126 escolas erguidas pelo governo paulista durante a Primeira República. O edifício de dois pavimentos e capacidade para abrigar entre 16 e 20 salas foi projetado por Manuel Sabater e inaugurado em 1911, então sob a denominação de "Segundo Grupo Escolar" (posteriormente "Grupo Escolar Dr. Rangel Pestana"). |
|                  | Núcleo histórico urbano de Amparo                                          | 1987              | Conjunto urbano        |                              | O tombamento engloba um conjunto de edificações erguidas na cidade de Amparo entre 1886 e 1920, representativas do progresso material e desenvolvimento advindos da implantação das linhas ferroviárias e da expansão da economia cafeeira na cidade de Amparo e demais áreas do interior paulista durante o início do período republicano — período igualmente marcado pela chegada de imigrantes, sobretudo italianos, e pela incipiente industrialização. O conjunto é composto, majoritariamente, por residências geminadas e edificações de caráter público na área envoltória do prédio da Escola Industrial João Belarmino.                                                |
|                  | Sobrado na Praça da Bandeira                                               | 1988              | Edificação             |                              | Residência em estilo eclético, representativa do acelerado desenvolvimento do núcleo urbano da cidade de Amparo após a introdução da cultura do café, no fim do século XIX. |
| Andradina        |                                                                            |                   |                        |                              | |
| Imagem           | Bem / Inscrição                                                            | Ano de tombamento | Tipologia              | Tombamento em outras esferas | Outras informações |
|                  | Conjunto da Estação Ferroviária de Andradina                               | 2012              | Edificação             |                              | Conjunto ferroviário implantado ao longo da Variante de Jupiá da Estrada de Ferro Noroeste do Brasil (EFNOB), projeto estratégico, com fins políticos, econômicos e militares, idealizado pelo governo brasileiro a construído a partir de 1914, ligando o litoral à Região Centro-Oeste. A Estação de Andradina foi o ponto inicial de fato do surgimento da cidade. O edifício apresenta a tipologia característica das estações da linha, com um edifício único agregando diferentes funções para passageiros e cargas aliado ao conjunto da praça de acesso. |
| Angatuba         |                                                                            |                   |                        |                              | |
| Imagem           | Bem / Inscrição                                                            | Ano de tombamento | Tipologia              | Tombamento em outras esferas | Outras informações |
|                  | Escola Estadual Doutor Fortunato de Camargo                                | 2010              | Edificação             |                              | Unidade integrante do conjunto de 126 escolas erguidas pelo governo paulista durante a Primeira República. A escola, originalmente denominada Grupo Escolar de Angatuba, foi inaugurada em 1912 e encontra-se instalada em edifício projetado por Cesar Marchisio. Seu primeiro diretor foi Orestes Oris de Albuquerque. |
| Aparecida        |                                                                            |                   |                        |                              | |
| Imagem           | Bem / Inscrição                                                            | Ano de tombamento | Tipologia              | Tombamento em outras esferas | Outras informações |
|                  | Basílica de Nossa Senhora Aparecida (Basílica Velha)                       | 1982              | Edificação e acervo    |                              | A primitiva capela foi erguida em 1744, em taipa de pilão, com o propósito de abrigar a imagem encontrada por pescadores no Rio Paraíba em 1717. A capela deu origem ao povoado de Aparecida, que se tornou local de romaria. Em 1884, em função do crescimento da cidade e do afluxo de visitantes, o juiz provedor de Guaratinguetá autorizou a realização de obras para a construção de uma nova matriz, inaugurada quatro anos mais tarde. O templo é popularmente designado de "Basílica Velha", desde a consagração da terceira matriz ("Basílica Nova"), em 1980. O interior é adornado com pinturas de Thomas Driendl e talhas de madeira de grande beleza e refinamento. |
|                  | Escola Estadual Chagas Pereira                                             | 2010              | Edificação             |                              | Unidade integrante do conjunto de 126 escolas erguidas pelo governo paulista durante a Primeira República. A edificação foi construída em 1919 para abrigar o "Grupo Escolar Chagas Pereira", segundo projeto de autoria de Cesar Marchisio. |
|                  | Imagem de Nossa Senhora Aparecida                                          | 2014              | Bem móvel ou integrado |                              | A imagem de Nossa Senhora Aparecida, proclamada Padroeira do Brasil, foi encontrada no Rio Paraíba em 1717 por três pescadores da vila de Guaratinguetá, em duas partes, primeiramente o corpo e depois a cabeça. Em meados da década de 1740, ergueu-se uma capela para abrigar a imagem, que se tornou objeto de devoção de romeiros e da comunidade local, dando origem ao povoado de Aparecida. A imagem foi transferida para a Basílica Velha em 1888 (ocasião em que recebeu o manto azul e a coroa, presentes da Princesa Isabel) e para a Basílica Nova em 1980. Atribuída a Frei Agostinho de Jesus, a imagem é um dos maiores símbolos devocionais do Brasil.           |
| Apiaí            |                                                                            |                   |                        |                              | |
| Imagem           | Bem / Inscrição                                                            | Ano de tombamento | Tipologia              | Tombamento em outras esferas | Outras informações |
|                  | Serra do Mar e de Paranapiacaba                                            | 1985              | Patrimônio natural     | Mundial (Unesco)             | O conjunto composto pelas Serras do Mar e de Paranapiacaba possui grande importância geológica, geomorfológica, hidrológica e paisagística, representando ainda um dos mais relevantes remanescentes da mata tropical nativa no estado de São Paulo, com ecossistemas representativos da fauna e da flora. Ao todo, 1,2 milhão de hectares estão tombados, abrangendo parques, reservas, áreas de proteção ambiental, morros isolados, ilhas e trechos de planícies litorâneas em diversos municípios. |
| Araçatuba        |                                                                            |                   |                        |                              | |
| Imagem           | Bem / Inscrição                                                            | Ano de tombamento | Tipologia              | Tombamento em outras esferas | Outras informações |
|                  | Conjunto Ferroviário Central de Araçatuba                                  | 1985              | Edificação             |                              | Complexo ferroviário implantado ao longo da Variante de Jupiá da Estrada de Ferro Noroeste do Brasil (NOB). A ferrovia, projetada para ligar a região Centro-Oeste ao litoral brasileiro, era vista como de grande importância estratégica, em termos militares, políticos e econômicos, e propiciou um surto de desenvolvimento econômico no noroeste paulista e o surgimento de várias novas cidades, incluindo Araçatuba. O tombamento engloba as edificações originais, tais como a Oficina de Locomotivas e a Casa do Engenheiro-chefe, não incluindo, portanto, a estação existente, erguida na década de 1960.                                                             |
| Araraquara       |                                                                            |                   |                        |                              | |
| Imagem           | Bem / Inscrição                                                            | Ano de tombamento | Tipologia              | Tombamento em outras esferas | Outras informações |
|                  | Casa térrea da Rua Padre Duarte                                            | 1987              | Edificação             |                              | Edificação erguida por volta de 1880, projetada pelo arquiteto Belarmino Grossi a pedido do comendador José Pinto Ferraz, é testemunho material do progresso econômico e urbanização impulsionados pela cultura do café no interior paulista da segunda metade do século XIX. A residência foi construída em alvenaria de tijolos e cobertura em telhas de barro, arrematada por platibanda, e desenho de inspiração neoclássica. Em 1930, foi adquirida pela Sociedade Brasileira de Educação e Instrução, mantenedora do Colégio Progresso de Araraquara. |
|                  | Conjunto de imóveis e logradouros de Araraquara                            | 1998              | Conjunto urbano        |                              | O tombamento incide sobre um conjunto de edifícios públicos e logradouros remodelados e construídos pela prefeitura de Araraquara nas primeiras décadas do século XX, testemunhos do progresso material impulsionado pela chegada da ferrovia, pela introdução de imigrantes nas lavouras e pelo ciclo do café. Estão tombados a Praça da Matriz, a Esplanada das Rosas, o Clube Araraquarense e o Hotel Municipal, todos projetados por Alexandre Ribeiro Marcondes Machado, além da Casa da Cultura, o edifício da Câmara Municipal (na imagem) e as praças Santos Dumont e da Independência (antigo Jardim Público).                                                           |
|                  | Diretoria de Ensino de Araraquara (Grupo Escolar Carlos Batista Magalhães) | 2011              | Edificação             |                              | Unidade integrante da rede de 126 escolas públicas erguidas pelo governo paulista durante a Primeira República. O edifício, projetado por Ramos de Azevedo e construído entre 1895 e 1897, é dotado de circulação central, salas em pavimentos, fachada em estilo eclético, mesclando neoclassicismo e elementos neogóticos ou neorromânicos. |
|                  | Escola Estadual Antonio Joaquim de Carvalho                                | 2011              | Edificação             |                              | Escola construída em 1919, segundo projeto de autoria de Mauro Álvaro. Integra o sistema de escolas públicas construídas pelo governo do estado de São Paulo durante a República Velha (1890-1930). |

### Municípios iniciados pela letra "B"
| Barueri        |                                   |                   |                        |                              | |
| Imagem         | Bem / Inscrição                   | Ano de tombamento | Tipologia              | Tombamento em outras esferas | Outras informações |
|                | Imagem de Nossa Senhora da Escada | 1979              | Bem móvel ou integrado | Federal (IPHAN)              | Imagem em cerâmica policromada de autoria desconhecida, proveniente de Portugal e datada do século XVII. É adornada com coroa de prata e mede 63 cm de altura. A escultura encontra-se abrigada na Capela da Escada, erigida no fim do século XIX, na região conhecida como Aldeia de Barueri, antigo aldeamento jesuítico destinado ao doutrinamento dos índios Carijós. |
| Biritiba Mirim |                                   |                   |                        |                              | |
| Imagem         | Bem / Inscrição                   | Ano de tombamento | Tipologia              | Tombamento em outras esferas | Outras informações |
|                | Serra do Mar e de Paranapiacaba   | 1985              | Patrimônio natural     | Mundial (Unesco)             | Trecho do município correspondente à área das Serras do Mar e de Paranapiacaba, que englobam mais de 1,2 milhão de hectares tombados ao longo da faixa litorânea paulista. |

### Municípios iniciados pela letra "C"
| Caieiras    |                                                    |                   |                                                            |                              | |
| Imagem      | Bem / Inscrição                                    | Ano de tombamento | Tipologia                                                  | Tombamento em outras esferas | Outras informações |
|             | Conjunto Ferroviário de Caieiras                   | 2011              | Edificação                                                 |                              | Conjunto ferroviário implantado ao longo da antiga São Paulo Railway (Estrada de Ferro Santos-Jundiaí), a mais antiga linha ferroviária do estado de São Paulo, ligando o planalto ao litoral. O conjunto é constituído pela estação, pelo armazém e pela vila ferroviária, erguidos em alvenaria de tijolos, com uso de ferro fundido e partido arquitetônico eclético, de inspiração inglesa. |
|             | Reserva Estadual da Cantareira e Horto Florestal   | 1983              | Conjunto arquitetônico e paisagístico / Patrimônio natural | Mundial (Unesco)             | Criada no fim do século XIX visando garantir o abastecimento de água para a cidade de São paulo, a Reserva da Cantareira tem hoje 79 quilômetros quadrados, abrangendo quatro municípios (São Paulo, Mairiporã, Guarulhos e Caieiras). |
| Cajamar     |                                                    |                   |                                                            |                              | |
| Imagem      | Bem / Inscrição                                    | Ano de tombamento | Tipologia                                                  | Tombamento em outras esferas | Outras informações |
|             | Acervo da Estrada de Ferro Perus-Pirapora          | 1987              | Infraestrutura ou equipamento urbano                       |                              | O tombamento incide sobre o material rodante, linhas férreas, oficinas, equipamentos de apoio e outras instalações pertencentes à antiga Estrada de Ferro Perus-Pirapora, no trecho localizado entre Cajamar e São Paulo. Construída a partir de 1910, foi adquirida pela Companhia Brasileira de Cimento Portland Perus em 1925, juntamente com as minas de calcário e argila de Cajamar. |
| Carapicuíba |                                                    |                   |                                                            |                              | |
| Imagem      | Bem / Inscrição                                    | Ano de tombamento | Tipologia                                                  | Tombamento em outras esferas | Outras informações |
|             | Aldeia de Carapicuíba e Igreja de São João Batista | 1974              | Conjunto urbano                                            | Federal (IPHAN)              | A Aldeia de Carapicuíba foi fundada em 1580 nas terras doadas por Jerônimo Leitão e Afonso Sardinha à Companhia de Jesus, visando o confinamento e doutrinamento de índios. Em 1698, após o esgotamento do solo, o aldeamento foi transferido para Itapecerica da Serra por ordem do padre Belchior de Pontes e destruída para evitar que os índios ali permanecessem. Em 1727 a aldeia foi reconstruída, a partir dos remanescentes da ocupação anterior. Está distribuída em torno de uma praça retangular, ladeirada por pequenas casas tem taipa de pilão geminadas com telhados de duas águas. A igreja foi reedificada em 1736, em taipa de pilão, substituindo a capela primitiva, erguida em 1615. |

### Municípios iniciados pela letra "F"
| Franca |                                |                   |            |                              | |
| Imagem | Bem / Inscrição                | Ano de tombamento | Tipologia  | Tombamento em outras esferas | Outras informações |
|        | E.E. Coronel Francisco Martins | 2011              | Edificação |                              | Escola criada em 1911, funcionando em um prédio doado ao governo do Estado pela Câmara Municipal. É uma das integrantes de conjunto de 126 escolas públicas construídas pelo Governo do Estado de São Paulo entre 1890 e 1930 que compartilham significados cultural, histórico e arquitetônico. |
|        | Relógio Solar de Franca        | 1972              | Edificação |                              | Relógio construído em 1886 pelo frei Germano de Annecy, capuchinho francês e estudioso de astronomia e eletricidade, convidado por Dom Pedro II para dirigir o Observatório Meteorológico do Império. A população local contribuiu com recursos para sua instalação. Possui estrutura vertical e corpo cilíndrico, com mais de três metros de altura, que apoia um cubo cujas faces são utilizadas para a leitura das horas. Esse exemplar, juntamente com outro existente na França, são os únicos em sua tipologia no mundo. |

### Municípios iniciados pela letra "J"
| Jundiaí |                                            |                   |                                            |                              | |
| Imagem  | Bem / Inscrição                            | Ano de tombamento | Tipologia                                  | Tombamento em outras esferas | Outras informações |
|         | Argos Industrial                           | 2017              | Edificação                                 | Municipal                    | Fundada em 1913, a Argos Industrial S.A é uma empresa representante da segunda fase da industrialização têxtil paulista, em momento de expansão. Trata-se do último remanescente têxtil-industrial que mantém leitura de conjunto em Jundiaí, cidade importante para este setor no Estado. |
|         | Cine Teatro Polytheama                     | 2012              | Edificação                                 | Municipal                    | Cine Teatro Polytheama de Jundiaí foi concebido como um edifício de programa flexível para receber diversas formas de apresentação artística, possuindo grande expressividade histórica como um dos únicos de seu modelo no Estado. |
|         | Complexo da Estação Ferroviária de Jundiaí | 2011              | Edificação                                 | Municipal                    | O Complexo da Estação Ferroviária de Jundiaí é o ponto terminal da antiga São Paulo Railway, posteriormente denominada Estrada de Ferro Santos-Jundiaí, a primeira linha ferroviária em território paulista, que conectou o planalto ao litoral. |
|         | Gabinete de Leitura Ruy Barbosa            | 2010              | Edificação                                 | Municipal                    | O Gabinete de Leitura de Jundiaí, cuja ata de fundação remonta ao ano de 1882, juntamente com o de Rio Claro e o de Sorocaba, constitui exemplar remanescente das primeiras bibliotecas públicas da província de São Paulo. O projeto paulista – de ideário liberal de propagação da república e da abolição da escravatura – previu a implantação de uma rede de casas de leitura, com escolas de primeiras letras anexas, nas cidades de economia pujante, que vivenciavam a modernidade introduzida pelo trem de ferro.                                                             |
|         | Pinacoteca Diógenes Duarte Paes            | 2010              | Edificação                                 | Municipal                    | Esse estabelecimento de ensino foi um dos primeiros instituídos pelo governo no interior do Estado. Sua inauguração aconteceu em 13 de abril de 1894 e a instalação em 15 do mesmo mês e ano. O edifício, construído no planalto da rua Barão de Jundiaí a partir de projeto de Ramos de Azevedo, tem a forma de chalé, com duas salas espaçosas em cada pavimento. |
|         | Serra do Japi                              | 1986              | Conjunto paisagístico / Patrimônio natural | Municipal; Mundial (Unesco)  | A Serra do Japi faz parte de uma série de pequenas serras mantidas por rochas extremamente resistentes (quartzitos), que ocorrem no entremeio do maciço xistoso existente entre a Bacia de São Paulo e a Depressão Periférica Paulista. Correspondem a acidente que possui características de uma natureza integrada, quase intacta por mais de 90% de seu espaço total: condições geológicas relacionadas a solos pobres e frágeis, vegetação natural adaptada a solos de baixa fertilidade natural, aguadas límpidas em forma de “castelo d’água”, formadas por baixo volume d’água. |
|         | Solar do Barão de Jundiaí                  | 1970              | Residencial                                | Municipal                    | Proprietário de inúmeras fazendas de cana-de-açúcar e café, Antônio de Queirós Teles, futuro barão de Jundiaí, construiu o solar em 1862. Construção tipicamente urbana de meados do século passado, térrea, em taipa de pilão e implantada em lote voltado para uma praça, apresenta em sua fachada principal dez janelas e uma única porta, localizada em seu eixo de simetria. |

### Municípios iniciados pela letra "R"
| Rio Claro |                                  |                   |            |                              | |
| Imagem    | Bem / Inscrição                  | Ano de tombamento | Tipologia  | Tombamento em outras esferas | Outras informações |
|           | Estação Ferroviária de Rio Claro | 1987              | Edificação |                              | Em meados do século XIX, com a introdução do café na região, Rio Claro não dispunha de meios de transporte adequados que viabilizassem a sua comercialização, visto que ainda se utilizava do muar para este fim e a um custo elevado. A chegada da ferrovia da Companhia Paulista, em 1876, alterou esta situação assumindo grande importância no contexto da rede ferroviária estadual. Em 1910 construiu-se a atual Estação Ferroviária de Rio Claro. Em estilo eclético, diferente da maioria de influência inglesa, são os elementos do neoclássico que mais se sobressaem: frontões triangulares e curvos, janelas em vergas retas e curvas. Tanto a plataforma quanto a entrada principal são cobertas por estruturas metálicas, cuja obtenção era facilitada pela própria ferrovia, responsável pela difusão dos novos materiais. |

### Municípios iniciados pela letra "S"
| São Carlos |                                                     |                   |                 |                              | |
| Imagem     | Bem / Inscrição                                     | Ano de tombamento | Tipologia       | Tombamento em outras esferas | Outras informações |
|            | Estação Ferroviária de São Carlos (1918)            | Em tombamento     | Edificação      | Municipal (COMDEPHAA)        | Pedido de tombamento Estadual. |
|            | Palacete Conde do Pinhal                            | 1978              | Residencial     |                              | Antonio Carlos de Arruda Botelho, o conde do Pinhal, nasceu em Piracicaba, em 1827. Grande proprietário de terras, ocupou os cargos de juiz de paz e deputado provincial, além de ter sido um grande empreendedor de projetos, como o da Estrada de Ferro de Rio Claro. Em 1887, o conde do Pinhal mandou construir a sua residência, cópia da casa do marquês de Três Rios, com quem mantinha estreitos laços de amizade. Construção típica do ecletismo, as fachadas possuem características próprias do neoclássico: frontões, cimalhas e platibandas. Os balcões são em ferro fundido e o piso em pinho de Riga. O imóvel foi utilizado como residência até 1907 e, em seguida, abrigou o Colégio de São Carlos das Irmãs do Santíssimo Sacramento. A partir de 1921, tornou-se propriedade da prefeitura que lá se instalou, juntamente com a Câmara Municipal de São Carlos. |
|            | Prédio da Società Dante Alighieri                   | Em tombamento     | Edificação      |                              | Pedido de tombamento Estadual. |
|            | Edifício Euclides da Cunha                          | Em tombamento     | Edificação      |                              | Pedido de tombamento Estadual. |
|            | EEPG Paulino Carlos                                 | 2010              | Edificação      |                              | Criado por decreto de 30 de novembro de 1901, o Grupo Escolar Coronel Paulino Carlos foi instalado em edifício próprio, construído pelo governo estadual a partir de projeto de José Van Humbeeck. Sua inauguração aconteceu nos primeiros meses de 1905 e as aulas foram iniciadas em 1º de abril do mesmo ano, com 346 alunos matriculados, dos quais 180 estavam em quatro classes de 1º ano, 90 em duas classes de 2º ano, e 76 em duas classes de 3º ano; o 4º ano só começou a funcionar em 1906. É uma das integrantes de conjunto de 126 escolas públicas construídas pelo Governo do Estado de São Paulo entre 1890 e 1930 que compartilham significados cultural, histórico e arquitetônico. Essas edificações expressam o caráter inovador e modelar das políticas públicas educacionais que, durante a Primeira República, reconheceram como inerente ao papel do Estado a promoção do ensino básico, dito primário, e a formação de professores bem preparados para tal função. Quanto às políticas de construção de obras públicas, são representativas pela estruturação racional de se instalar edificações adequadas ao programa pedagógico por todo o interior e capital do Estado. Destaca-se a qualidade do conjunto caracterizado pela técnica construtiva simples, consolidando o uso de alvenaria de tijolos e por uma linguagem estilística que simplificou os atributos da tradição clássica acadêmica. A organização espacial era concebida incorporando preceitos e recomendações de higiene, insolação e ventilação previstos na cultura arquitetônica que vinha se firmando desde o século XIX. O programa pedagógico distribuía essencialmente salas de aulas ao longo de eixos de circulação em plantas simétricas. Aos poucos se firmaram em projetos arquitetônicos padronizados que se repetiam com pouca ou nenhuma variação em mais de um município. |
|            | EEPG Eugênio Franco                                 | Em tombamento     | Edificação      |                              | Pedido de tombamento Estadual. |
|            | Praça Coronel Paulino Carlos, antigo Jardim Público | Em tombamento     | Jardim Público  |                              | Pedido de tombamento Estadual. |
|            | Palacete do Visconde da Cunha Bueno                 | Em tombamento     | Edificação      |                              | Pedido de tombamento Estadual. |
|            | Instituto de Educação Doutor Álvaro Guião           | 1985              | Edificação      |                              | O governo estadual resolveu criar escolas complementares, destinadas a formar professores preliminares, com habilitação para ensinar apenas as primeiras letras. Em 3 de abril de 1906, a Câmara Municipal de São Carlos aprovou a instalação de uma destas escolas na cidade. A aula inaugural, da então chamada Escola Complementar Conde do Pinhal, deu-se em 22 de março de 1911, apesar das obras não terem sido concluídas. Em 11 de dezembro de 1939, o Decreto no 10.811 substituiu a denominação tradicional para Instituto de Educação Doutor Álvaro Guião. O edifício, projetado por Carlos Rosencrantz e construído pela empreiteira Torello Dinucci, apresenta alguns elementos de influência art-nouveau, destacando-se os volumes curvos do centro e das extremidades da fachada principal. |
|            | Sede da Fazenda do Pinhal                           | 1981              | Casa de Fazenda | Federal (IPHAN)              | Em 1831, o tenente coronel Carlos José Botelho promoveu a medição e demarcação judicial da sesmaria, ano este em que se presume terem sido construídas a sede e a senzala da Fazenda do Pinhal. Por herança, Antonio Carlos de Arruda Botelho, conde do Pinhal, assumiu a direção da referida fazenda. Encontram-se distribuídos na área de 45,01 ha da antiga Fazenda do Pinhal, além da sede, a senzala, tulha, terreiros de café e pomar murado. O tombamento inclui também os bens móveis existentes no local. A sede possui estrutura autônoma de madeira e paredes de vedação em pau-a-pique. Recebeu, em período posterior, obras em alvenaria de tijolos em algumas paredes. Sofreu intervenções em 1910, 1926, 1944 e, mais recentemente, de 1978 a 1980. Em 1926, parte da senzala, em pau-a-pique, foi reconstruída em tijolos. |
|            | Fazenda Santa Maria do Monjolinho                   | 2016              | Fazenda         |                              | A Fazenda Santa Maria do Monjolinho é fruto do desmembramento de antiga propriedade denominada Engenho Novo, um dos pioneiros na produção da café na região oeste do Estado. A primeira sede da Fazenda foi construída na década de 1870 por Theodoro Leite de Camargo justamente no período em que a produção do café está em seu apogeu. Esta sede foi demolida dando lugar à atual construção em 1887, contando com 34 cômodos com 800 m² de área construída, utilizando pedra, tijolos e taipa de barrote. Traduz em seu espaço o contexto histórico daquele momento de transição do Império para a República, demonstrando uma modernidade seja no partido eclético adotado, seja na técnica construtiva, seja com o programa de necessidades, concebendo salas de lazer e banheiros internos. Se configura um dos exemplares mais significativos que a região produziu em termos de habitação rural deste período do final do século XIX. |
|            | Sede da Fazenda Santa Eudóxia                       | 2011              | Sede da Fazenda |                              | A Fazenda Santa Eudóxia pertenceu ao coronel Francisco da Cunha Bueno e a seu genro e sobrinho, Alfredo Ellis. Por volta de 1874, com a ajuda de duzentos escravos, abriram o mato e iniciaram a plantação de café, transformando-se em grandes latifundiários e pioneiros da cafeicultura no sertão de Mogi-Guaçu. A sede da fazenda, construída na segunda metade do século XIX e localizada na encosta de um morro, possui fundações de pedra e estrutura de pau-a-pique. Em conseqüência da irregularidade do terreno, é assobradada na elevação frontal e térrea na posterior, sobre arrimo de pedra. Sofreu algumas alterações como o acréscimo de divisórias internas, fechamento de portas e aberturas de janelas. |

| São Paulo |                                                                                 |                   |                                                            |                                        | |
| Imagem    | Bem / Inscrição                                                                 | Ano de tombamento | Tipologia                                                  | Tombamento em outras esferas           | Outras informações |
|           | Acervo da Estrada de Ferro Perus-Pirapora                                       | 1987              | Infraestrutura ou equipamento urbano                       | Municipal (Conpresp)                   | A Estrada de Ferro Perus-Pirapora teve sua construção inciada em 1910, prevendo a ligação entre as cidades de São Paulo e Pirapora do Bom Jesus. Mario W. Tibiriçá foi responsável pela implantação do trecho da ferrovia que se inicia na Estação Perus da antiga São Paulo Railway, margeia o Rio Juqueri e termina em Gato Preto, hoje cidade de Cajamar. A ferrovia e as minas de calcário e argila foram adquiridas pela Companhia Brasileira de Cimento Portland Perus primeira fábrica de cimento Portland instalada no Brasil. É a única remanescente das ferrovias econômicas em São Paulo. O acervo tombado, distribuído entre os municípios de São Paulo e Cajamar, é composto por material rodante, linhas férreas, oficinas, equipamentos de apoio e outras instalações. |
|           | Antiga Casa de Dona Veridiana                                                   | 2016              | Edificação                                                 |                                        | Chácara denominada Vila Maria, cujo remanescente se encontra na junção das atuais Ruas Dona Veridiana e Avenida Higienópolis, representa documento significativo do padrão de ocupação de vila suburbana da virada do Século XIX na cidade de São Paulo. O palacete foi construído em 1884 por Veridiana da Silva Prado – Dona Veridiana, figura marcante da vida social, política e cultural paulistana no final do Império e inícios da República Velha. A edificação eclética, característica da elite paulistana de então, mesclando elementos da Renascença francesa e reminiscências renascentistas italianas, constitui-se marco da origem do bairro de Higienópolis. O tombamento contempla também as obras de arte incorporadas ao imóvel - pintura mural Aurora de autoria de Almeida Junior e a escultura em mármore de Victor Brecheret Diana; a massa arbórea; e o padrão atual de fechamento do lote, garantindo-se, assim, a visibilidade do bem. |
|           | Antigo Instituto de Filosofia Sedes Sapientiae                                  | 2010              | Edificação                                                 | Municipal (Conpresp)                   | Criado em 1932, o antigo Instituto de Filosofia, Ciências e Letras Sedes Sapientae ocupada inicialmente parte do Colégio Des Oiseaus, voltado à educação feminina. Em 1937, o instituto foi reconhecido oficialmente como faculdade e, em 1946, passou a integrar a estrutura da Pontifícia Universidade Católica de São Paulo (PUC-SP). A sede do instituto na Rua Marquês de Paranaguá foi idealizada pelo arquiteto Rino Levi. Comporta um auditório, o pensionato e uma edificação destinada às aulas, dispostos ao redor de um pátio interno. |
|           | Bairro do Pacaembu                                                              | 1991              | Conjunto urbano                                            | Municipal (Conpresp)                   | Área integrante da antiga Sesmaria do Pacaembu, concedida por Martim Afonso de Sousa aos jesuítas em 1561. Com a expulsão dos jesuítas do Brasil por ordem do Marquês de Pombal, a área foi loteada em chácaras e manteve caráter rural até meados do século XIX, quando se inicia a expansão da mancha urbana de São Paulo. O bairro foi projetado a partir da segunda década do século XX pela Companhia City, conforme o modelo dos "bairros jardins". O tombamento abrange o atual traçado urbano, a vegetação arbórea, o padrão de ocupação do lote e o belvedere público localizado na Rua Inocêncio Unhate. |
|           | Bairros dos Jardins                                                             | 1986              | Conjunto urbano                                            | Municipal (Conpresp)                   | A região conhecida como Jardins é composta por quatro bairros projetados em 1915 pelos arquitetos ingleses Barry Parker e Raymond Unwin, por iniciativa da Companhia City – Jardim América, Jardim Europa, Jardim Paulista e Jardim Paulistano. Trata-se da primeira experiência de urbanização nos moldes das chamadas "cidades-jardins" no Brasil. O tombamento engloba o traçado das ruas e praças, a vegetação e o padrão dos lotes. |
|           | Capela Cristo Operário                                                          | 2004              | Edificação e acervo                                        | Municipal (Conpresp)                   | Erguida pelo frei João Batista Pereira dos Santos no início da década de 1950, no contexto de um trabalho social desenvolvido junto à comunidade operária de Vila Brasílio Machado, no Alto do Ipiranga, visando a constituição de uma comunidade de trabalho que aliasse doutrina moral, prática profissional e formação cultural. O interior da capela é decorado por obras de artistas como Alfredo Volpi, Yolanda Mohalyi, Geraldo de Barros, Moussia Pinto Alves e Elisabeth Nobiling, entre outros. Os jardins foram projetados por Burle Marx. |
|           | Capela de Santa Luzia                                                           | 1995              | Edificação e acervo                                        | Municipal (Conpresp)                   | A construção da Capela de Santa Luzia foi iniciada no fim do século XIX e concluída em 1901, por iniciativa de Ana Maria de Almeida Lorena Machado, no terreno da sua chácara. Após a morte de Ana Maria, a capela foi doada por seus herdeiros à Cúria Metropolitana. O desenho do edifício, em estilo neogótico, é de autoria de Domingos Delpiano e as pinturas que decoram o interior foram executadas por Oreste Sercelli. |
|           | Casa das Rosas                                                                  | 1985              | Edificação                                                 | Municipal (Conpresp)                   | Antiga residência de Lúcia e Ernesto Dias de Castro, respectivamente filha e genro de Ramos de Azevedo. Erguido na década de 1930 segundo projeto de Felisberto Ranzini, em estilo eclético e influência neoclássica francesa, o edifício possui dois pavimentos e trinta cômodos, com pavimento térreo avarandado e terraços descobertos. O imóvel é um raro exemplar remanescente dos casarões do início do século XX da Avenida Paulista. A denominação "Casa das Rosas" deriva do amplo roseiral localizado da jardim da residência. |
|           | Casa de Dona Yayá                                                               | 1998              | Edificação                                                 | Municipal (Conpresp)                   | Residência remanescente das transformações na área do Bixiga entre o fim do século XIX e o início do século XX, originalmente localizado em uma pequena chácara, de propriedade de Sebastiana de Melo Freire, dita "Dona Yayá". Vitimada por tragédias nas quais perdeu os pais e os irmãos, Dona Yayá sucumbiu a uma grave doença mental que a impediu de administrar seus bens e levou à sua interdição no Instituto Paulista e, posteriormente, seu isolamento no casarão do Bexiga da sua juventude até o falecimento. Desta forma, a residência é considerada também um importante testemunho material das concepções da sociedade sobre tratamento de doenças mentais durante a primeira metade do século XX. O imóvel abriga atualmente o Centro de Preservação Cultural da Universidade de São Paulo. |
|           | Casa de Mário de Andrade                                                        | 1975              | Edificação                                                 | Municipal (Conpresp)                   | Sobrado geminado em estilo eclético, em alvenaria de tijolos, projetado por Oscar Americano no início da década de 1920. Serviu de residência ao escritor Mário de Andrade, pioneiro da poesia modernista brasileira. |
|           | Casa de Vidro                                                                   | 1987              | Edificação                                                 | Municipal (Conpresp)                   | Projetada por Lina Bo Bardi, originalmente para abrigar o Instituto de Arte Contemporânea do Museu de Arte de São Paulo (IAC-MASP), tornou-se posteriormente sua residência e de seu marido, Pietro Maria Bardi. O projeto segue os conceitos racionalistas da arquitetura moderna internacional e se destaca pela integração da residência com a paisagem arborizada em seu entorno. |
|           | Casa do Bandeirante (ou Casa do Butantã)                                        | 1983              | Edificação                                                 | Municipal (Conpresp)                   | Casa bandeirista em taipa de pilão e pau-a-pique e cobertura em quatro águas, erguida nas primeiras décadas do século XVII e implantada em terreno que pertenceu à antiga sesmaria de Afonso Sardinha. Foi adquirida pela Companhia City e posteriormente pela prefeitura da cidade. |
|           | Casa do Caxingui (ou Casa do Sertanista)                                        | 1983              | Edificação                                                 | Municipal (Conpresp)                   | Residência rural do século XVII, em taipa de pilão e pau-a-pique, com planta retangular e telhado em quatro águas. Adquirida por Alberto Christie no início do século XX, foi posteriormente comprada pela Companhia City, que a doou à prefeitura. |
|           | Casa do Sítio Tatuapé                                                           | 1974              | Edificação                                                 | Municipal (Conpresp); Federal (IPHAN)  | Residência em taipa de pilão, com planta retangular e cobertura em duas águas, dotada de alpendre fronteiriço e sótão. Foi erguida entre 1668 e 1698 por Mathias Rodrigues da Silva, nas terras que pertenceram ao Padre Matheus Nunes da Siqueira. Utilizada como olaria para a fabricação de telhas na segunda metade do século XIX, tornou-se posteriormente propriedade da família Corrêa de Albuquerque que a vendeu à Tecelagem Textillia, em 1945, dando início ao loteamento da área. |
|           | Casa Modernista da Vila Mariana                                                 | 1984              | Edificação                                                 | Municipal (Conpresp)                   | Projetada por Gregori Warchavchik, expoente da primeira geração da arquitetura moderna brasileira, a Casa Modernista de Vila Mariana foi inaugurada 1927 e é considerada a primeira residência a empregar princípios racionalistas no Brasil. O sobrado possui linhas retas, em formas de cubos e planos, e coberturas em telhas coloniais. O jardim, com 12.000 metros quadrados de área, foi projetado pela esposa de Gregori, Mina KLabin. |
|           | Casarão e mata remanescente da Vila Fortunata                                   | 1992              | Edificação / Patrimônio natural                            | Municipal (Conpresp)                   | Conjunto composto pelo Casarão Joaquim Franco de Melo e pela mata mata remanescente da antiga Vila Fortunata (já demolida), onde hoje está instalado o Parque Mário Covas. A residência de Franco de Melo, erguida em 1905, em estilo eclético, é um dos últimos remanescentes dos casarões luxuosos da primeira fase de ocupação da Avenida Paulista, após o loteamento feito no fim do século XIX por Joaquim Eugênio de Lima. |
|           | Castelinho da Brigadeiro                                                        | 1984              | Edificação                                                 | Municipal (Conpresp)                   | Projeto do arquiteto italiano Giuseppe Sachetti, encomendado por Cláudio de Sousa, um dos proprietários da Vila Economizadora, o imóvel foi construído entre 1907 e 1911, em alvearia de tijolos. Constitui um raro exemplar da arquitetura residencial em estilo art nouveau' na cidade de São Paulo. |
|           | Casas de Aluguel                                                                | 1993              | Edificação                                                 |                                        | Conjunto de imóveis situados na Rua Bento Freitas, Vila Buarque — bairro na região central de São Paulo que surgiu a partir do loteamento da antiga chácara do Marechal José Arouche de Toledo Rendon. O conjunto foi construído em 1897 e é composto por três casas de aluguel (uma de esquina e duas geminadas) em estilo neoclássico. |
|           | Chácara Tangará (ou Parque Burle Marx)                                          | 1994              | Conjunto arquitetônico e paisagístico / Patrimônio natural | Municipal (Conpresp)                   | Área remanescente da antiga fazenda da família Pignatari, com 482.000 metros quadrados, às margens do Rio Pinheiros. Constitui um dos últimos resquícios de Mata Atlântica na área urbana de São Paulo. Possui jardins projetados por Burle Marx e construções de autoria de Oscar Niemeyer. |
|           | Círculo Esotérico da Comunhão do Pensamento                                     | 2010              | Edificação                                                 |                                        | Fundado em 1909, o Círculo Esotérico da Comunhão do Pensamento é uma instituição filosófico que tem por objetivo despertar supostas forças latentes no ser humano, utilizando sua força mental para promover correntes de pensamento positivo. O movimento, marcado pelo expressivo crescimento de adeptos em São Paulo durante a primeira metade do século XX, foi fundado por António Olívio Rodrigues, tendo como patronos eleitos Éliphas Lévi (representando a magia do Ocidente), Swami Vivekananda (representando a filosofia do Oriente) e Prentice Mulford (representando o mentalismo no Novo Mundo). Seu edifício, inaugurado em 1925 e projetado por Gilberto Gullo, é o primeiro templo ocultista edificado na América do Sul. Possui decoração interna de Leôncio Nari, talhas de Arthur Grande e esculturas de Ruffo Fanucchi. |
|           | Complexo do Gasômetro e Casa das Retortas                                       | 2010              | Edificação                                                 | Municipal (Conpresp)                   | Complexo fabril erguido a partir de 1870 pelo engenheiro inglês William Ramsey, a serviço da empresa londrina San Paulo Gás Co. Ltda., para abastecer os lampiões que iluminavam a cidade. Posteriormente, foram acrescidas outras edificações de apoio à usina, tais como a Casa das Retortas, onde se destilava o carvão. Adquirida pela Light em 1912, a usina passou por um processo de modernização e adotou equipamentos elétricos automatizados. Em 1967, o conjunto foi desapropriado pela prefeitura e os serviços foram assumidos pela Comgás. O gasômetro seguiu em funcionamento até 1974. |
|           | Conjunto da Estação Ferroviária de Jaraguá                                      | 2011              | Edificação                                                 | Municipal (Conpresp)                   | Conjunto ferroviário pertencente à antiga São Paulo Railway, primeira linha ferroviária paulista, conectando o planalto ao litoral. |
|           | Conjunto de edificações da Associação Atlética Acadêmica Oswaldo Cruz           | 2002              | Edificação                                                 |                                        | Clube recreativo dos acadêmicos da Faculdade de Medicina da Universidade de São Paulo, localizado na Praça de Esportes, erguido a partir de 1931. É sede da Associação Atlética Acâdemica Oswaldo Cruz (AAOC), fundada em 1956. O clube é dotado de quadras poliesportivas (duas das quais cobertas), campo de futebol oficial, quadra de tênis, piscina semi-olímpica, barco-escola, pista de atletismo, salas para prática de judô, alteres e tênis de misa, além vegetação exuberante e trilhas para caminhadas. |
|           | Conjunto de edifícios da Pontifícia Universidade Católica de São Paulo (PUC-SP) | 2002              | Edificação                                                 | Municipal (Conpresp)                   | A área onde hoje se encontra o campus da Pontifícia Universidade Católica de São Paulo (PUC-SP) corresponde à antiga Chácara Lúcia, de propriedade de Germaine Lucie Buchard, Condessa de Gontand Birou, onde se instalou, no início da década de 1920, o Convento das Carmelitas Descalças, projetado por Alexandre Albuquerque em estilo neocolonial. Em 1948, as carmelitas deixaram o mosteiro no distrito de Perdizes, que foi doado para a PUC-SP. O tombamento engloba, além do convento e sua capela, o Teatro da Universidade Católica, ou TUCA, notabilizado pela organização de atos de resistência durante a ditadura militar. |
|           | Conjunto Ferroviário de Perus                                                   | 2011              | Edificação                                                 | Municipal (Conpresp)                   | Conjunto ferroviário erguido a partir de 1867, pertencente à rede da antiga São Paulo Railway (posteriormente Estrada de Ferro Santos-Jundiaí), primeira linha ferroviária do território paulista, conectando o planalto ao litoral. O conjunto é composto pela Estação Perus, pelo armazém e pela Vila Ferroviária e reflete o partido arquitetônico adotado pelos ingleses nas primeiras construções ferroviárias de São Paulo, marcado pela introdução de novas técnicas como a alvenaria de tijolos e o uso do ferro fundido. |
|           | Conjunto Nacional                                                               | 2005              | Edificação                                                 | Municipal (Conpresp)                   | Projeto de David Libeskind, executado a pedido do empresário de rede hoteleira José Tjurs, teve suas obras iniciadas em 1954 e concluídas em 1962. O edifício possui 100 metros de altura, 120 mil metros quadrados de área construída e destaca-se por ser um dos primeiros grandes edifícios modernos multifuncionais da cidade, integrando centro comercial, espaços para eventos culturais, centro de convenções, salão de festas e apartamentos residenciais. |
|           | Cratera de Colônia                                                              | 2003              | Patrimônio natural                                         |                                        | Localizada extremo sul do município de São Paulo, no distrito de Parelheiros, nos arredores da borda sudeste do Planalto Paulistano. Trata-se de um astroblema, isso é, uma cicatriz produzida na crosta terrestre pela queda de um meteorito gigante ou cometa, ocorrida por volta de 36 milhões de anos antes do presente. Com 3,64 quilômetros de diâmetro, a cratera é a única com preenchimento sedimentar de turfa no Hemisfério Sul (espessura média de 400 metros). Destaca-se ainda, além da relevância científica, pela presença de cobertura vegetal de floresta nativa. |
|           | Desinfectório Central                                                           | 1985              | Edificação                                                 | Municipal (Conpresp)                   | Edifício inaugurado em 1893, em terreno adquirido junto a Manfredo Meyer em 1882, com o objetivo de abrigar o Desinfectório Central. A instituição se tornaria pioneira na oferta de serviços sanitários, sendo responsável por ações de combate a epidemias, execução de desinfecções domiciliares, remoção de doentes para hospitais, isolamento de cadáveres de pessoas mortas por doenças contagiosas, etc. Abriga atualmente o Museu de Saúde Pública Emílio Ribas. |
|           | Edificações de propriedade dos Dominicanos                                      | 1988              | Edificação                                                 | Municipal (Conpresp)                   | Conjunto de edificações de propriedade dos Dominicanos no bairro de Perdizes, composto por uma residência da antiga Chácara Cardoso de Almeida (construída no início do século XX, em estilo eclético), pelo Convento Santo Alberto Magno (do final dos anos 1930, em estilo neo-românico), pela Igreja Matriz de São Domingos (na imagem — projetada por Franz Heep no fim da década de 1950) e pela área verde localizada nos fundos da propriedade. O projeto original de Heep para a igreja, destinado a uma praça, sofreu adaptações para ser implantado em novo terreno. |
|           | Edifício Alexandre Mackenzie                                                    | 1984              | Edificação                                                 | Municipal (Conpresp)                   | Edifício em estilo eclético, projetado pelos arquitetos norte-americanos Preston e Curtis e erguido pelo escritório Severo, Villares & Cia., para servir de sede à São Paulo Tramway, Light and Power Company. Foi inaugurado em 1929, no mesmo terreno onde se encontrava instalado o antigo Teatro São José, e ampliado em 1941. Possui 29.729 metros quadrados de área, onze pavimentos, porão e andar intermediário. |
|           | Edifício central do Instituto Adolfo Lutz                                       | 1990              | Edificação                                                 | Municipal (Conpresp)                   | Fundado em 1940 com o objetivo de prestar serviços laboratoriais e desenvolver pesquisas em saúde pública, o Instituto Adolfo Lutz surgiu da fusão entre o Instituto Bacteriológico e o Laboratório de Análises Químicas e Bromatólogicas — ambos criados em 1891, como órgãos do Serviço Sanitário do Estado de São Paulo. Sua sede foi erguida no fim da década de 1930, segundo planta do escritório de Ramos de Azevedo, aprovada em 1937. O edifício possui quatro pavimentos e é ornamentado com mármore italiano e trabalho de marcenaria do Liceu de Artes e Ofícios de São Paulo. |
|           | Edifício da Associação Auxiliadora das Classes Laboriosas                       | 1995              | Edificação                                                 | Municipal (Conpresp)                   | Criada em 1891, como iniciativa de trabalhadores da construção civil, a Associação Auxiliadora das Classes Laboriosas tinha por finalidade a criação de cooperativas, regulamentação de questões trabalhistas entre operários e patrões e a prestação de serviços de assistência médica aos associados. A sede da associação foi inaugurada em 1909, em estilo eclético. A fachada art déco data de 1933. Da edificação original, são mantidos integralmente o Salão Celso Garcia e a Sala Lourenço Gomes. |
|           | Edifício Banco de São Paulo                                                     | 2003              | Edificação                                                 |                                        | Projetado em 1935 por Álvaro de Arruda Botelho e inaugurado em 1938, o edifício do antigo Banco de São Paulo é um dos mais importantes exemplares da arquitetura art déco na cidade de São Paulo. Possui dois blocos interligados, destacando-se aquele voltado para a Praça Antônio Prado, com dezoito pavimentos, pelo acabamento requintado e elementos decorativos sofisticados. Em 1973, foi adquirido pelo Banespa, sediando posteriormente a Secretaria de Estado de Esportes e Turismo. |
|           | Edifício do Centro Cultural Banco do Brasil                                     | 2004              | Edificação                                                 |                                        | Antiga sede estadual do Banco do Brasil, o imóvel da Rua Álvares Penteado foi adquirido pela instituição em 1923 e reformado pelo arquiteto Hipólito Gustavo Pujol Júnior, sendo inaugurado em 1927. Possui cinco pavimentos, além do subsolo e mezanino, e acabamento original executado com materiais importados. Após a transferência das instalações do banco para um edifício na Rua Libero Badaró, em 1996, o imóvel passou a abrigar o Centro Cultural Banco do Brasil. |
|           | Edifício do Instituto de Arquitetos do Brasil                                   | 2002              | Edificação                                                 | Municipal (Conpresp)                   | Marco da arquitetura moderna na cidade, o edifício da seccional paulista do Instituto de Arquitetos do Brasil (IAB) foi escolhido em concurso em 1946, por um júri composto pelos arquitetos Oscar Niemeyer, Hélio Uchôa e Firmino Saldanha. O desenho do edifício foi produzido a partir da colaboração de três equipes, a partir dos anteprojetos selecionados: Rino Levi e Roberto Cerqueira César; Jacob Ruchti, Miguel Forte e Galiano Ciampaglia; Abelardo de Souza, Hélio Duarte e Zenon Lotufo. O tombamento engloba as obras de arte que decoram os ambientes do edifício, tais como os murais de Antônio Bandeira e Ubirajara Ribeiro, o móbile The Black Widow de Alexander Calder e uma escultura de Bruno Giorgi. |
|           | Edifício Esther                                                                 | 1990              | Edificação                                                 | Municipal (Conpresp)                   | Projeto de 1934, idealizado por Adhemar Marinho e Álvaro Vital Brazil, escolhido em concurso. Foi construído por Mário Novedlin em estrutura de concreto armado e alvenaria de tijolos e inaugurado em 1938. Trata-se do primeiro edifício de grande porte em São Paulo concebido segundo os princípios funcionalistas, sendo dotado de estrutura independente e lajes contínuas, que conferem flexibilidade à planta. |
|           | Edifício Saldanha Marinho                                                       | 1986              | Edificação                                                 | Municipal (Conpresp)                   | Projetado por Elisário Bahiana e concluído na década de 1930 por Dácio A. de Moraes, é uma das primeiras edificações em estilo art déco na cidade. Serviu inicialmente de sede ao Automóvel Club de São Paulo, sendo posteriormente adquirido pela Companhia Paulista de Estradas de Ferro. O interior é caracterizado pelos amplos pés direitos e esquadrias de ferro e vidro, bem como pelo acabamento em materiais nobres, como os pisos em mármore da escada e do hall de acesso aos elevadores. |
|           | Edifício Victor Civita (Antiga Sede da TV Tupi/MTV Brasil)                      | 2019              | Edificação                                                 | Municipal (Conpresp)                   | Inaugurado em 1960, o edifício foi sede da primeira emissora de televisão do Brasil, a Rede Tupi de Televisão. Idealizado por Assis Chateaubriand, o prédio foi um projeto dos arquitetos Dorvalino Mainieri e Mário Ferronato e conta com um mural com temática indígena pintado pelo artista alemão Gershon Knispel. Sua principal característica é o estilo modernista presente em toda sua área externa. |
|           | Edifícios Paulicéia e São Carlos do Pinhal                                      | 2010              | Edificação                                                 |                                        | Edifícios projetados originalmente para uso residencial pela Companhia Construtora Pederneiras, empresa de propriedade do arquiteto por Jacques Pilon, responsável também pelo projeto, em conjunto com Gian Carlo Gasperini. Os edifícios, exemplares da arquitetura moderna paulistana, foram inaugurados em 1958 e são um importante registro do início do processo de verticalização da Avenida Paulista, onde até então predominavam os casarões erguidos entre o fim do século XIX e as primeiras décadas do século XX. |
|           | Escola de Primeiras Letras                                                      | 1992              | Edificação                                                 | Municipal (Conpresp)                   | Edificação erguida em 1877 pelo governo imperial, em alvenaria de tijolos e cobertura em quatro águas, como parte de uma ação visando dotar a província de São Paulo de escolas públicas. Três escolas foram erguidas em São, erguida em terreno doado pela baronesa de Limeira, possui acessos independentes para cada sexo, segundo as determinações da época. |
|           | Escola Estadual Amadeu Amaral                                                   | 2010              | Edificação                                                 | Municipal (Conpresp)                   | Inaugurada em 1907, foi projetada por Hipólito Gustavo Pujol Júnior. Integra um conjunto de 126 escolas públicas construídas pelo governo paulista entre 1890 e 1930, representativas da política pública educacional durante a Primeira República. O edifício adota técnica construtiva simples, marcado por uma linguagem estilística que simplificava os atributos da tradição clássica, sendo dotado de dois pavimentos e vinte salas. |
|           | Escola Estadual Anhanguera                                                      | 2010              | Edificação                                                 | Municipal (Conpresp)                   | Projetada por João Bianchi e construída em 1911. É integrante do conjunto de 126 escolas públicas construídas pelo governo paulista entre 1890 e 1930, testemunhos das políticas públicas educacionais da Primeira República. O edifício adota técnica construtiva simples, marcado por uma linguagem estilística que simplificava os atributos da tradição clássica. |
|           | Escola Estadual Conselheiro Antônio Prado                                       | 2010              | Edificação                                                 | Municipal (Conpresp)                   | Unidade integrante do conjunto de 126 escolas erguidas pelo governo paulista durante a Primeira República. A escola foi criada em 1903 e transferida para o edifício atual em 1911. O desenho original do edifício contava com dez salas, posteriormente adaptadas para abrigar a demanda crescente por vagas. |
|           | Escola Estadual Dom Pedro II                                                    | 2010              | Edificação                                                 | Municipal (Conpresp)                   | Edifício de dois pavimentos erguido em 1919, a partir de projeto de Ramos de Azevedo concebido para Campinas, no século XIX. Possui planta simétrica básica e fachadas diferenciadas. É uma das 126 escolas públicas construídas pelo governo paulista durante a Primeira República, que compartilham significados culturais, históricos e arquitetônicos. |
|           | Escola Estadual Marechal Deodoro                                                | 2010              | Edificação                                                 | Municipal (Conpresp)                   | Unidade integrante do conjunto de 126 escolas erguidas pelo governo paulista durante a Primeira República. A escola foi inaugurada em 1907, sob a direção da professora Ancilla Invernizzi. O edifício foi projetado por Ramos de Azevedo, a partir de uma edificação preexistente, arrendada e adaptada para uso escolar. |
|           | Escola Estadual Marechal Floriano                                               | 2010              | Edificação                                                 | Municipal (Conpresp)                   | Criada em 1909, sob a denominação de "Grupo Escolar Marechal Floriano". O edifício atual, projetado por Ramos de Azevedo, foi inaugurado em 1919. Sofreu reformas a partir de 1926, para reparar os danos causados por um incêndio nas suas instalações. Integra-se ao conjunto das 126 escolas erguidas pelo governo paulista durante a primeira república. |
|           | Escola Estadual Nossa Senhora da Penha                                          | 2009              | Edificação                                                 | Municipal (Conpresp)                   | Criado em 1948, como parte do Programa Convênio Escolar (parceria entre os governos da prefeitura e do estado de São Paulo visando a construção de escolas públicas) e inicialmente denominado Colégio Estadual da Penha, passou a funcionar no atual edifício em 1952. O prédio, projetado por Eduardo Corona, é composto por um pavimento térreo com recreio coberto sob pilotis e mais dois pavimentos interligados por prédios e rampas. No partido arquitetônico, o autor buscou conceber o espaço de forma a adequar o seu uso às concepções do educador Anísio Teixeira. |
|           | Escola Estadual Oswaldo Cruz                                                    | 2010              | Edificação                                                 | Municipal (Conpresp)                   | Projeto de grande porte A. Toledo de 1911, com planta simétrica, três pavimentos e capacidade para mais de mil alunos. Foi inaugurado em 1914 com o nome de "Segundo Grupo Escolar da Mooca". Integra o conjunto de 126 escolas públicas construídas pelo governo paulista durante República Velha. |
|           | Escola Estadual Padre Anchieta                                                  | 1988              | Edificação                                                 | Municipal (Conpresp)                   | Tradicional estabelecimento de ensino, a antiga Escola Normal do Brás foi inaugurada em 1913, a princípio como escola exclusivamente feminina. O edifício, projetado em 1911 por Manuel Sabater, tem capacidade para 20 salas divididas por dois pavimentose um porão utilizável. O mesmo projeto de Sabater foi utilizado na construção do Grupo Escolar Cesário Bastos, na cidade de Santos. Integra-se ao grupo de escolas construídas pelo governo paulista nas primeiras décadas do regime republicano. |
|           | Escola Estadual Padre Antônio Vieira                                            | 2010              | Edificação                                                 | Municipal (Conpresp)                   | Projeto do arquiteto G. B. Maroni, o edifício foi construído em 1911, como integrante da rede de 126 escolas públicas erguidas na República Velha. Possui dois pavimentos, com espaço adaptável para conter de 16 a 20 salas. |
|           | Escola Estadual Rodrigues Alves                                                 | 1985              | Edificação                                                 | Municipal (Conpresp)                   | Originalmente localizado em um casarão alugado e adaptado para uso como escola, na esquina da Avenida Paulista com a Rua Pamplona, o Grupo Escolas Rodrigues Alves foi transferido para sua sede atual em 1919. O edifício, projetado por Ramos de Azevedo, foi erguido durante o governo de Altino Arantes, no contexto da implantação da rede pública de ensino paulista, Possui dois pavimentos e fachada em estilo eclético, com elementos neoclássicos. Obras posteriores resultaram na perda de grande parte do jardim fronteiro. |
|           | Escola Estadual Romão Puiggari                                                  | 2010              | Edificação                                                 | Municipal (Conpresp)                   | Inaugurado em 1894, era então denominado "Grupo Escolar do Braz", tendo sido a primeira escola instalada no bairro. Seu edifício, projetado por Ramos de Azevedo, foi dispunha originalmente de 16 salas de aula, até as reformas executadas a partir de 1926, em função de um incêndio. Integra o conjunto de 126 escolas públicas construídas pelo governo paulista entre 1890 e 1930. |
|           | Escola Estadual Santos Dumont                                                   | 2010              | Edificação                                                 | Municipal (Conpresp)                   | Primeiro estabelecimento oficial de ensino inaugurado no bairro da Penha, em 1913, durante o mandato de Altino Arantes. O edifício, projetado por Hércules Beccari, integra o conjunto de 126 escolas estaduais criadas pelo governo paulista durante a República Velha. |
|           | Escola Técnica Estadual Carlos de Campos                                        | 2010              | Edificação                                                 | Municipal (Conpresp)                   | Edifício integrante do conjunto de escolas estaduais criadas durante a República Velha. Projetado por César Marchisio, o edifício foi construído a partir de 1925 para abrigar a Escola Profissional Feminina — escola técnica fundada em 1911, que visava a qualificação da mão de obra feminina para atender a demanda do setor fabril, então em franca expansão. Posteriormente, passou a atender alunos de ambos os sexos e em 1994 foi incorporada ao Centro Estadual de Educação Tecnológica Paula Souza. |
|           | Estação da Luz                                                                  | 1982              | Edificação                                                 | Municipal (Conpresp); Federal (IPHAN)  | A primeira Estação da Luz foi erguida em 1867, em terreno cedido pelo governo paulista, sendo a estação central da ferrovia São Paulo Railway, que ligava o Porto de Santos a Jundiaí. Com o aumento do movimento de passageiros e cargas, houve a necessidade de ampliar as instalações. A estação atual, em alvenaria de tijolos combinada a estruturas metálicas, foi inaugurada em 1901, levando cinco anos para ser concluída. Projetada por engenheiros ingleses e erguida com materiais importados da Inglaterra, possui 7.500 metros quadrados. Após um incêndio ocorrido em 1946, a estação foi reformada e ganhou mais um pavimento em uma das alas do edifício principal. Abriga, desde 2006, o Museu da Língua Portuguesa. |
|           | Estação de Bondes do Brás                                                       | 2008              | Edificação                                                 | Municipal (Conpresp)                   | Conjunto arquitetônico centenário erguido em alvenária de tijolos, no Brás. Trata-se do último conjunto de edifícios remanescentes da rede de apoio ao sistema de bondes da cidade de São Paulo. O tombamento engloba o edifício principal junto à Avenida Celso Garcia, os muros de delimitação do terreno, o galpão da garagem, oficinas de apoio, escritórios, valetas de inspeção de veículos, o edifício que abrigava o pessoal da emergência, a caixa d'água e a antiga torre de incêndio. |
|           | Estação do Brás                                                                 | 1982              | Edificação                                                 | Municipal (Conpresp)                   | Estação da São Paulo Railway, primeira ferrovia do estado de São Paulo, ligando o Planalto Paulista ao litoral, construída com capital inglês em meados do século XIX. Projetada por James Fjord, foi inaugurada em 1897, em substituição à Parada Brás, que existia no mesmo local desde 1867. Diferencia-se das demais estações da linha pelo desenho da cobertura da plataforma, em estrutura metálica e dividida em módulos. |
|           | Estação Júlio Prestes                                                           | 1999              | Edificação                                                 |                                        | Principal estação da antiga Estrada de Ferro Sorocabana, construída entre 1925 e 1938 segundo projeto de Cristiano Stockler das Neves, em estilo eclético e caráter monumental. O edifício é decorado com vitrais executados por Conrado Sorgenicht, escadarias revestidas em mármore, pisos de mosaico e madeira e peitoris em ferro fundido. Abriga atualmente, além das plataformas da Companhia Paulista de Trens Metropolitanos, a Sala São Paulo, sede da Orquestra Sinfônica do Estado e da Secretaria de Estado da Cultura. |
|           | Faculdade de Arquitetura e Urbanismo da Universidade de São Paulo (FAU-USP)     | 1981              | Edificação                                                 | Municipal (Conpresp)                   | Localizado na Cidade Universitária. Projeto de João Batista Vilanova Artigas e Carlos Cascaldi, e cálculo estrutural do escritório Figueiredo Ferraz, laureado com o Grande Prêmio Internacional na X Bienal de São Paulo, em 1969. Possui vinte mil metros quadrados de área construída e um grande vão central, com mais de quinze metros de altura, com rampas conectando os ambientes. |
|           | Faculdade de Direito da Universidade de São Paulo e Tribuna Livre               | 2002              | Edificação                                                 |                                        | Criada em 1827, a antiga Academia de Direito de São Paulo se instalou no antigo convento do Largo de São Francisco, notabilizando-se como palco de agitações políticas, episódios históricos e manifestações culturais e artísticas. A construção da nova sede, projetada por Ricardo Severo no início da década de 1930, foi viabilizada graças ao empenho do jurista Alcântara Machado, então diretor da faculdade. O edifício possui inspiração neocolonial e é ornamentado com vitrais executados por Conrado Sorgenicht. |
|           | Faculdade de Medicina da Universidade de São Paulo (FM-USP)                     | 1981              | Edificação                                                 | Municipal (Conpresp)                   | Fundada em 1912 por Arnaldo Vieira de Carvalho como Faculdade de Medicina e Cirurgia de São Paulo. A construção do edifício-sede ocorreu entre 1920 e 1931, com fundos repassados pelo governo do estado. O projeto inicial do escritório de Ramos de Azevedo sofreu adaptações para abrigar os cursos de Medicina Legal, abrigados posteriormente em pavilhões interligados. Em 1934, a instituição foi encampada pela Universidade de São Paulo. |
|           | Grupo Escolar Campos Salles (sede do Museu Mabe)                                | 2010              | Edificação                                                 | Municipal (Conpresp)                   | Unidade integrante do conjunto de 126 escolas erguidas pelo governo paulista durante a Primeira República. O edifício foi projetado por G.B. Maroni e inaugurado em 1911. O edifício serve de sede ao Museu Manabu Mabe atualmente. |
|           | Hospedaria dos Imigrantes                                                       | 1982              | Edificação                                                 | Municipal (Conpresp)                   | A Hospedaria dos Imigrantes foi originalmente instalada no Bom Retiro, em 1882, com o propósito de organizar a distribuição dos imigrantes pela província de São Paulo e dar apoio à política governamental de incentivo à imigração. Em 1886, foi transferida para o novo edifício no Brás, de autoria de Mateus Haüssler, com capacidade para abrigar até 1.200 pessoas. O edifício atualmente abriga o Museu da Imigração e o Albergue da Assindes (Associação Internacional para o Desenvolvimento).. |
|           | Hospital e Maternidade Humberto Primo                                           | 2014              | Edificação                                                 | Municipal (Conpresp)                   | Em 1878, foi criada a "Societá Italiana de Beneficenza in San Paolo", associação que tinha por objetivo prestar assistência médica a imigrantes italianos, subsidiada em grande parte por famílias de empresários de origem italiana, tais como os Crespi, Pignatari, Gamba, Falchi e, sobretudo, os Matarazzo. Em 1904, a associação inaugurou seu hospital, oficialmente denominado "Humberto Primo", mas popularmente conhecido como "Hospital Matarazzo". O núcleo original foi projetado por Giulio Micheli e ampliado entre 1904 e 1974, totalizando um conjunto de dez edifícios. O hospital encerrou as atividades em 1993. |
|           | Igreja das Chagas do Seráfico Pai São Francisco                                 | 1982              | Edificação                                                 | Municipal (Conpresp)                   | Erguida pela Venerável Ordem Terceira de São Francisco da Penitência, a Igreja das Chagas do Seráfico Pai São Francisco foi inaugurada em 1787, no mesmo terreno onde frei João de São Francisco construíra a primitiva capela da Ordem Terceira, em 1676. Erguida em taipa de pilão com embasamento em pedra, possui interior bem conservado, com retábulos laterais e talhas em estilo rococó, além de pinturas do século XVIII e a Capela de Nossa Senhora da Conceição, onde se encontra o antigo retábulo executado por Luiz Rodrigues Lisboa na década de 1730. |
|           | Igreja de Nossa Senhora da Boa Morte                                            | 1974              | Edificação                                                 | Municipal (Conpresp)                   | Inaugurada em 1810, em um terreno adquirido junto a Joaquim de Sousa Ferreira na Rua do Carmo, e mantida pela Irmandade de Nossa Senhora da Boa Morte (fundada em 1728, tendo como principal característica a admissão de membros de todas as classes sociais), a igreja é edificada em taipa de pilão e construção modesta. O interior dispõe de capela-mor com tribunas e altar com imagem de Nossa Senhora da Boa Morte, talhas em estilo rococó e neoclássico. |
|           | Igreja de Nossa Senhora do Rosário dos Homens Pretos da Penha de França         | 1982              | Edificação                                                 | Municipal (Conpresp)                   | A igreja provavelmente foi erguida no início do século XIX, em taipa de pilão. Possui estilo simples, com nave única, capela-mor, galeria lateral e sacristia. A torre e o frontão foram adicionados no fim do século XIX e em 1920 foi construído um anexo. |
|           | Igreja de Santo Antônio                                                         | 1970              | Edificação e acervo                                        | Municipal (Conpresp)                   | Uma das mais antigas igrejas da cidade de São Paulo, fundada ainda no século XVI. Abrigou os franciscanos partir de 1639, até construção do convento da ordem, e no século XVIII, enquanto esteve subordinada à Irmandade de Nossa Senhora do Rosário dos Homens Brancos, a igreja foi praticamente reconstruída. Em 1899, em função das obras viárias conduzidas pela prefeitura, a torre foi demolida e a fachada reconstruída em estilo neoclássico. O interior é ricamente adornado, destacando-se os retábulos barrocos em madeira entalhada. |
|           | Igreja de São Cristóvão                                                         | 1982              | Edificação e acervo                                        | Municipal (Conpresp)                   | Conjunto arquitetônico erguido em meados do século XIX, em taipa de pilão, a partir de doações angariadas pelo bispo Dom Antônio Joaquim de Melo. É constituído pelo Seminário Episcopal e pela Igreja de São Cristóvão. A fachada atual da igreja, em estilo neoclássico, data do do início do século XX. O seminário, por sua vez, teve sua ala esquerda demolida, descaracterizando o conjunto. |
|           | Igreja de São Francisco de Assis da Venerável Ordem dos Frades Menores          | 1982              | Edificação e acervo                                        | Municipal (Conpresp)                   | Operando no Brasil desde o século XVI, a Ordem de São Francisco iniciou a construção da sua igreja e convento em 1642, em terreno doado pela Câmara de São Paulo, no atual Largo de São Francisco. A inauguração ocorreu em 1647 e, em meados do século XVIII, a igreja passou por uma grande reforma, ganhando as características externas atuais, de inspiração barroca. O convento, atingido por um incêndio no século XIX, foi demolido em 1932, sendo erguido em seu lugar o edifício da Faculdade de Direito da Universidade de São Paulo. |
|           | Igreja de São Gonçalo                                                           | 1971              | Edificação e acervo                                        | Municipal (Conpresp)                   | Erguida no século XVIII pela Irmandade de Nossa Senhora de Conceição e de São Gonçalo, no antigo Largo da Cadeia (atual Praça João Mendes). Sofreu diversas modificações durante a segunda metade do século XIX. Possui interior decorado com numerosas talhas, afrescos e retábulos, muitas das quais originárias de outras igrejas. |
|           | Igreja de São Miguel                                                            | 1974              | Edificação e acervo                                        | Municipal (Conpresp); Federal (IPHAN)  | Construída em técnica de taipa de pilão e cobertura em duas águas, foi inaugurada em 1622 (conforme data inscrita na verga da porta principal), no mesmo terreno onde se erguera a capela primitiva, em 1580, de propriedade de jesuítas. Sofreu reparos em 1691, por determinação do conselheiro Diogo Barbosa Rego, e, no século XVIII, teve o pé-direito da ampliado de quatro para seis metros. Na decoração do interior, destacam-se as peças torneadas de jacarandá. A igreja foi restaurada pelo IPHAN entre 1939 e 1940, sob direação de Luís Sala. |
|           | Indústrias Reunidas Francisco Matarazzo                                         | 1986              | Edificação e acervo                                        | Municipal (Conpresp)                   | Conjunto fabril erguido por volta de 1920, representativo das grandes instalações industriais integradas ao sistema ferroviário, consiste em um marco da expansão urbana na direção da Zona Oeste da Cidade de São Paulo. O tombamento engloba diversas edificações do conjunto (nomeadamente a Casa das Caldeiras), bem como as chaminés, os remanescentes do ramal ferroviário e duas locomotivas fabricadas pela Davenport. |
|           | Instituto Biológico                                                             | 2002              | Edificação                                                 | Municipal (Conpresp)                   | Erguido na década de 1930, em estilo art déco e arquitetura monumental, segundo projetado de Mário Whately. É sede do Instituto Biológico, criado pelo governo paulista em 1928 ,com o objetivo de debelar pragas agrícolas. O tombamento engloba a sede, a garagem, o biotério, o insetário, as estufas de vidro, o Museu do Instituto Biológico, o jardim frontal, o cafezal, o arruamento interno, entre outros elementos do conjunto arquitetônico. |
|           | Instituto Butantan                                                              | 1981              | Conjunto arquitetônico e paisagístico                      | Municipal (Conpresp)                   | Criado em 1901 para combater doenças epidêmicas, foi inicialmente dirigido por Vital Brazil. O nome deriva da antiga Fazenda Butantan, área de 400 hectares, distando nove quilômetros do centro da cidade, adquirida pelo governo do estado para sediar o instituto. Produz soros e pesquisas em biomedicina, protozoologia e bacteriologia. O conjunto possui hoje 27 alqueires e 47 prédios, alguns dos quais de importância arquitetônica ou histórica, tais como a antiga sede da fazenda, o prédio principal em estilo art nouveau, o Pavilhão Lemos Monteiro, etc. |
|           | Instituto de Educação Caetano de Campos                                         | 1976              | Edificação                                                 | Municipal (Conpresp)                   | Projetado em 1890 pelo engenheiro Antônio Francisco de Paula Sousa, com planta definitiva do arquiteto Ramos de Azevedo, o edifício foi inaugurado em 1894, para servir de sede à Escola Normal de São Paulo. Em 1935, o edifício foi acrescido de um terceiro pavimento. O tombamento na esfera estadual, ocorrido na década de 1970, ocorreu a partir de reivindicação da população, contrário ao projeto do Metrô de demolir o edifício para a construção da Estação República. Abriga a sede da Secretaria de Estado da Educação desde 1978. |
|           | Instituto Oscar Freire                                                          | 1982              | Edificação                                                 | Municipal (Conpresp)                   | A Cadeira de Medicina Legal da Faculdade de Medicina da Universidade de São Paulo foi criada em 1918 pelo doutor Oscar Freire, funcionando a princípio no antigo Instituto de Higiene, na Rua Brigadeiro Tobias. Em 1931, foi transferido para sua sede definitiva, projetada pelo escritório de Ramos de Azevedo. Atualmente o edifício é utilizado pelo Departamento de Medicina Legal, Ética Médica e Medicina Social do Trabalho e pelo Centro de Estudos e Atendimento Relativo ao Abuso Sexual, além de sediar cursos de pós-graduação e de especialização. |
|           | Jardim da Luz                                                                   | 1981              | Conjunto arquitetônico e paisagístico                      | Municipal (Conpresp)                   | Originalmente concebido como jardim botânico, o Jardim da Luz é o mais antigos parque público de São Paulo. Suas obras foram iniciadas em 1799 e a inauguração ocorreu em 1825. A partir de 1838, o local passou por diversas remodelações, com a inclusão das grades de ferro e a adição de uma nova coleção de plantas. Na segunda metade do século XIX, parte da terreno do parque foi desmembrada para a construção da estação ferroviária e do prédio do Liceu de Artes e Ofícios, ocasionando prejuízo à sua simetria original e a redução do arvoredo. |
|           | Jockey Club de São Paulo                                                        | 2010              | Edificação                                                 | Municipal (Conpresp)                   | Projeto do arquiteto Elisário Bahiana, inaugurado em 1941, em estilo art-decó, para servir de hipódromo ao antigo Clube Paulistano de Corridas, atual Jockey Club de São Paulo. Foi posteriormente ampliado e remodelado por Henri Sajous. |
|           | Largo da Memória                                                                | 1975              | Conjunto arquitetônico e paisagístico                      | Municipal (Conpresp)                   | Antigo Largo do Piques, o logradouro era o ponto de concentração dos tropeiros que chegavam à cidade vindos de vários pontos do território paulista. Em 1814, Daniel Pedro Müller, responsável pela abertura da Estrada do Piques, projetou o Obelisco do Piques, em colaboração com o pedreiro Mestre Vicentinho, como homenagem ao triunvirato que governava a cidade. Posteriormente, foi construído o Chafariz do Piques, extinto em 1872. EM 1919, como parte das comemorações do Centenário da Independência, o arquiteto Victor Dubugras reformou o largo, conferindo-lhe aspecto neocolonial e reintroduzindo o chafariz, decorado com azulejos pintados por José Wasth Rodrigues. |
|           | Matadouro de Vila Mariana                                                       | 1985              | Edificação                                                 | Municipal (Conpresp)                   | Conjunto arquitetônico projetado por Alberto Kuhlmann, em 1884, junto ao antigo "Rincão dos Sapateiros", para substituir o antigo Matadouro de Humaitá, no Largo da Pólvora, já pequeno para atender à crescente demanda paulistana. O Matadouro de Vila Mariana foi inaugurado em 1887 e funcionou até 1927. O conjunto de edifícios em tijolo aparente está implantado em 17.000 metros quadrados e é equipado com três galpões paralelos destinados ao abatimento e ao tendal de animais de grande e pequeno porte. O conjunto abriga hoje a Cinemateca Brasileira. |
|           | Mausoléu do Soldado Constitucionalista                                          | 1981              | Edificação                                                 | Municipal (Conpresp)                   | Monumento de autoria do escultor Galileo Emendabili e do arquiteto Mario Pucci, escolhido em concurso público, por uma comissão presidida por Benedito Montenegro, para homenagear os soldados constitucionalistas mortos durante a Revolução de 1932. A construção do monumento, composto por obelisco com 81 metros de altura e cripta, foi iniciada somente na década de 1950. A construção empregou grande volume de materiais nobres importados, sobretudo italianos, como mármore travertino, mármore de Carrara e mosaicos venezianos. |
|           | Memorial da América Latina                                                      | 1997              | Conjunto arquitetônico e paisagístico                      | Municipal (Conpresp)                   | Inaugurado em 1989, foi criado a partir de projeto de Darcy Ribeiro visando divulgar e integrar as manifestações culturais dos povos latino-americanos. É composto por um conjunto de edificações de usos múltiplos, desenhados pelo arquiteto Oscar Niemeyer. |
|           | Mercado Municipal de Santo Amaro                                                | 1972              | Edificação                                                 | Municipal (Conpresp)                   | Quase toda a porção sul do território da cidade de São Paulo constituía, durante o Brasil Império, o antigo município de Santo Amaro, importante entreposto comercial que abastecia a capital de madeiras, cereais e outras mercadorias, produzidas em Itapecerica e Embu. No fim do século XIX, a explosão demográfica da capital paulista gerou aumento da demanda por tais produtos, refletindo também no crescimento econômico do município vizinho. Nesse contexto, a Câmara Municipal de Santo Amaro propôs, em 1896, a construção de um mercado para centralizar o comércio. O edifício, construído em alvenaria de tijolos, com influências mouriscas, foi inaugurado em 1897 e ampliado em 1903, mantendo sua função original até 1958. Abriga atualmente a Casa de Cultura de Santo Amaro. |
|           | Mercado Municipal Paulistano                                                    | 2004              | Edificação                                                 |                                        | Importante centro turístico, de abastecimento e de lazer, o "Mercadão" está sediado em um edifício em estilo neoclássico e porte monumental, projetada pelo escritório técnico de Ramos de Azevedo (sendo Felisberto Ranzini o autor das fachadas). A construção foi iniciada em 1928 e a inauguração ocorreu em 25 de janeiro de 1933, aniversário da cidade. O edifício possui uma área de 12.600 metros quadrados, e se destaca pela iluminação natural do edifício, favorecido pelos lanternins junto à estrutura e pela coleção de vitrais de autoria de Conrado Sorgenicht Filho, versando sobre a pecuária e agricultura paulista. |
|           | Monumento às Bandeiras                                                          | 1985              | Bem móvel ou integrado                                     | Municipal (Conpresp)                   | Obra do escultor modernista Victor Brecheret, executada com 250 blocos de granito, em homenagem aos bandeirantes paulistas. Sua construção foi iniciada em 1936, mas interrompida por longos períodos até a conclusão em 1953. |
|           | Mosteiro da Imaculada Conceição da Luz                                          | 1979              | Imóvel e acervo                                            | Municipal (Conpresp); Federal (IPHAN)  | A ermida original, erguida em taipa ainda no fim do século XVI, era utilizada pelos fiéis e viajantes em viagem pela "estrada real" ao longo dos Campos do Guaré. Permaneceu em uso até 1729, sendo então gradualmente abandonada. Em 1774, por iniciativa da irmã Helena Maria do Sacramento e de Frei Antônio de Sant'Ana Galvão, a capela foi reformada e ampliada e o atual mosteiro foi construído, segundo projeto do próprio Frei Galvão. A ala esquerda do convento abriga, desde 1970, o Museu de Arte Sacra de São Paulo. O mosteiro, inteiramente erguido em taipa de pilão é o mais importante exemplar da arquitetura colonial do século XVIII em território paulista, notabilizando-se por conservar todas as características arquitetônicas originais. |
|           | Museu de Arte de São Paulo "Assis Chateaubriand" (MASP)                         | 1982              | Edificação                                                 | Municipal (Conpresp); Federal (IPHAN)  | Fundado em 1947 por Assis Chateaubriand e funcionando inicialmente nas dependências dos Diários Associados, o MASP foi transferido para sua sede no terreno do antigo Belvedere Trianon, na Avenida Paulista, em 1968. Projetado por Lina Bo Bardi e considerado um dos ícones da arquitetura brutalista brasileira, o edifício tem como particularidade bloco superior suspenso a oito metros do chão, por meio de quatro pilastras, resultando em um vão livre superior a 70 metros. O partido arquitetônico visava obedecer às exigências legais para construção do terreno, incluindo a não obstração da vista do belvedere. |
|           | Oficina Cultural Oswald de Andrade                                              | 1982              | Edificação                                                 | Municipal (Conpresp)                   | Projetado em estilo neoclássico pelo escritório Rosa Martins e Fomm, foi inaugurado em 1905, para servir de sede à antiga Escola de Farmácia de São Paulo. Possui estrutura em alvenaria de tijolos, piso de assoalho no pavimento superior e cobertura em telha francesa. Passou por várias ampliações ao longo do século XX, a maior delas em 1937, quando a ala que circunda o pátio interno foi acrescida de mais um pavimento. Desde 1987, abriga a Oficina Cultural Oswald de Andrade. |
|           | Palácio da Justiça                                                              | 1981              | Edificação                                                 | Municipal (Conpresp)                   | Edifício projetado por Domiziano Rossi, colaborador de Ramos de Azevedo, para abrigar o Tribunal de Justiça do Estado de São Paulo. As obras foram iniciadas em 1920 e a inauguração ocorreu em 1933. O edifício é dotado de cinco pavimentos e marcado pela suntuosidade e pela rica decoração dos interiores, marcados pela grande quantidade revestimentos em mármore de Carrara, mármore amarelo português, granito rosa, painéis, murais e vitrais. |
|           | Palácio das Indústrias                                                          | 1982              | Edificação                                                 | Municipal (Conpresp)                   | Edifício em estilo eclético, projetado por Domiziano Rossi, em colaboração com os arquitetos Ramos de Azevedo e Ricardo Severo. Sua construção foi iniciada em 1911 e a inauguração ocorreu em 1924. Encomendado pela Secretaria de Agricultura, Comércio e Obras Públicas do Estado de São Paulo, o edifício inicialmente destinava-se a abrigar exposições agrícolas, industriais e comerciais. Em 1947, abrigou a Assembleia Constituinte do Estado, tornando-se posteriormente sede da Assembleia Legislativa. Sediou ainda a Secretaria de Segurança Pública, na década de 1970, e a Prefeitura Municipal de São Paulo, após a reforma conduzida por Lina Bo Bardi, em 1992. |
|           | Parque da Independência                                                         | 1975              | Conjunto arquitetônico e paisagístico                      | Municipal (Conpresp); Federal (IPHAN)  | Conjunto composto pelo edifício do Museu Paulista, a Casa do Grito, o Museu de Zoologia, viveiro de plantas, jardins e áreas arborizadas. O edifício-monumento que abriga o Museu Paulista (ou "do Ipiranga") foi projetado por Tommaso Gaudenzio Bezzi e teve sua construção iniciada em 1885. |
|           | Parque do Ibirapuera                                                            | 1992              | Conjunto arquitetônico e paisagístico                      | Municipal (Conpresp)                   | Expressiva área verde, com aproximadamente 1.600.000 metros quadrados, correspondente originalmente a uma área de várzea irrigada pelos córregos do Sapateiro e Caaguaçu. Em 1927, a área foi terraplanada e em seguida utilizada para o plantio de árvores, passando a abrigar, a partir de 1927, o Viveiro Manequinho Lopes, responsável por produzir mudas para utilização no paisagismo e arborização urbana. Na década de 1950, como parte das comemorações do IV Centenário da cidade de São Paulo, o local foi utilizado para a instalação do Parque do Ibirapuera, inaugurado em 1954. Abriga um conjunto de edifícios interligados por uma grande marquise projetados por Oscar Niemeyer, projeto paisagístico de Burle Marx, e outras edificações como o Planetário, o Instituto de astrofísica e o Pavilhão Japonês, além de áreas destinadas à prática de esportes, equipamentos de lazer e serviços.                                                |
|           | Parque do Povo                                                                  | 1995              | Conjunto arquitetônico e paisagístico                      |                                        | O parque ocupa um terreno de aproximadamente 150.000 metros quadrados, correspondente à sede do antigo Clube Varzeano Marechal Floriano, desde 1937 instalado às margens do Rio Pinheiros. Tornou-se posteriormente propriedade do Instituto de Administração Financeira da Previdência e Assistência Social (Iapas) e da Caixa Econômica Federal. É utilizado, atualmente, por nove clubes de futebol de várzea, entre outras atividades. A cobertura vegetal possui exemplares de espécies exóticas, ornamentais e frutíferas. |
|           | Parque Estadual do Jaraguá                                                      | 1983              | Patrimônio natural                                         | Municipal (Conpresp); Mundial (Unesco) | Reserva de Mata Atlântica com área superior a 492 hectares, onde se localiza o Pico do Jaraguá — ponto culminante do município de São Paulo, com 1.135 metros de altura. Foi inaugurado em 1961, em área da antiga Fazenda Jaguaré, desapropriada pelo governo paulista em 1940. O tombamento engloba, além do patrimônio natural, bens de caráter histórico, como o Casarão do Afonso Sardinha. |
|           | Parque Fernando Costa (ou Parque da Água Branca)                                | 1996              | Conjunto arquitetônico e paisagístico                      | Municipal (Conpresp)                   | Inaugurado em 1929, em terreno permutado entre a prefeitura paulistana e o governo do estado. Possui mais de 126 mil metros quadrados de área e é equipado com dependências destinadas às exposições de animais e pesquisas, além de tanques para peixes, aviário, caramanchão, etc. As primeiras construções do parque, em estilo normando, foram projetadas por Mário Whately e decoradas com vitrais de Antônio Gomide. |
|           | Parque Tenente Siqueira Campos (ou Parque Trianon)                              | 1982              | Patrimônio natural                                         | Municipal (Conpresp)                   | A área correspondente ao Parque Tenente Siqueira Campos e ao Museu de Arte de São Paulo foi adquirida por José Ferreira de Figueiredo em 1892, por ocasião do loteamento da antiga Chácara Bela Cintra, efetuado por Joaquim Eugênio de Lima. Em 1907, a propriedade foi vendida para Francisco Matarazzo, que por sua vez a transferiu para a prefeitura, para que ali fossem instalados o Belvedere Trianon e o Jardim Público, inaugurado em 1918. O parque e o belvedere tornaram-se ponto de encontro da elite financeira e política do estado, mas o local entrou em decadência após a crise de 1929, ficando abandonado até 1968, quando foi restaurado por Burle Marx. |
|           | Pinacoteca do Estado de São Paulo                                               | 1982              | Imóvel                                                     | Municipal (Conpresp)                   | Construído em terreno desmembrado do Jardim da Luz, doado pelo governo paulista em 1897, o edifício foi inaugurado em 1905, para abrigar o Liceu de Artes e Ofícios de São Paulo e a Pinacoteca do Estado, o mais antigo museu paulista. Ramos de Azevedo é o autor do projeto do edifício, erguido em alvenaria de tijolos e estilo neoclássico e acabamento interno em materiais nobres, como pisos de mármore, portas em madeira trabalhada e lajotas cerâmicas. O exterior permanece inacabado, sem o reboco. O edifício foi restaurado e adaptado ao uso museológico por Paulo Mendes da Rocha na década de 1990. |
|           | Portal de pedra do antigo Presídio Tiradentes                                   | 1985              | Infraestrutura ou equipamento urbano                       | Municipal (Conpresp)                   | Criada em 1825, a Casa de Correição, futuro Presídio Tiradentes, foi a segunda cadeia pública de São Paulo, que até então contava apenas com a cadeia sediada no Paço Municipal. O presídio recebeu presos políticos durante o Estado Novo e foi utilizado como centro de detenção e repressão pelo regime militar contra seus opositores, após o golpe de Estado de 1964. O presídio foi demolido em 1972, durante as obras do metrô, restando apenas o arco em pedra da antiga entrada, datado dos anos 1930. |
|           | Quartel da Luz                                                                  | 1972              | Edificação                                                 | Municipal (Conpresp)                   | Conjunto arquitetônico em estilo eclético, erguido em alvenaria de tijolos. Foi projetado por Ramos de Azevedo e inaugurado em 1892. Possui planta simétrica, com quatro alas voltadas para o pátio interno e, na área externa, uma chaminé contemporânea ao edifício. |
|           | Quartel do Segundo Batalhão de Guardas                                          | 1981              | Edificação                                                 | Municipal (Conpresp)                   | Localizado no Parque Dom Pedro II, o prédio inicialmente foi sede da Chácara dos Fonseca, funcionando posteriormente como Seminário de Educandas. Entre 1862 e 1903, abrigou o Hospício dos Alienados. Finalmente, em 1906, passou a ser utilizado como quartel, ocasião em que ocorreram as reformas e adaptações da edificação ao novo uso. O corpo principal do edifício, datado de 1842, foi acrescido de duas alas laterais, nas últimas décadas do século XIX, e de um terceiro anexo interligando as alas laterais, já no século XX. |
|           | Reserva Estadual da Cantareira e Horto Florestal                                | 1983              | Conjunto arquitetônico e paisagístico / Patrimônio natural | Municipal (Conpresp); Mundial (Unesco) | Criada no fim do século XIX visando garantir o abastecimento de água para a cidade de São paulo, a Reserva da Cantareira tem hoje 79 quilômetros quadrados, abrangendo quatro municípios (São Paulo, Mairiporã, Guarulhos e Caieiras). O tombamento engloba a Pedra Grande, batólito granítico que se eleva a 1.050 metros de altitude, a bomba d'água de 1906, movida a vapor e o Horto Florestal, criado por Albert Löfgren em 1898. |
|           | Residência de Elias Pacheco Chaves                                              | 1983              | Edificação                                                 | Municipal (Conpresp)                   | Erguido em 1881, para servir de residência à família do cafeicultor Elias Pacheco Chaves, o sobrdo possui três pavimentos e é um dos primeiros edifícios construídos em alvenaria de tijolos na cidade. Quando a família Chaves se mudou para o Palácio dos Campos Elísios, o edifício tornou-se sede da empresa Prado Chaves & Cia. Ltda. Pertenceu posteriormente à família Portella, que a sublocou a vários inquilinos. A fachada foi refeita em 1885, em estilo neoclássico, segundo desenho do arquiteto italiano Cláudio Rossi. |
|           | Residência de Marieta Teixeira de Carvalho                                      | 1980              | Edificação                                                 | Municipal (Conpresp)                   | Sobrado dotado de dois pavimentos e porão, em alvenaria de tijolos, erguido por volta de 1885 para servir de residência do coronel Teixeira de Carvalho, próspero comerciante. O edifício constitui um importante exemplar remanescente da residência urbana da classe alta paulistana da segunda metade do século XIX. A casa e seus pertences permaneceram preservados até o ano de 1977, quando os herdeiros de Marieta Teixeira de Carvalho, filha do coronel, leiloaram seu espólio, incluindo objetos do século XVIII e mobiliário do Primeiro Império. |
|           | Sede do Sítio da Ressaca                                                        | 1972              | Edificação                                                 | Municipal (Conpresp)                   | Residência rural em taipa de pilão, construída provavelmente em 1719, conforme data gravada na porta de entrada. Foi transformada em chácara no início do século XX pela família Cantarella. O terreno onde se encontra foi desapropriado durante as obras para instalação do pátio de manobras do metrô. |
|           | Sede do Sítio do Capão                                                          | 1984              | Edificação                                                 | Municipal (Conpresp)                   | Casa bandeirista do século XVIII, em taipa de pilão, acrescida de uma camarinha em alvenaria de tijolos. As informações mais antigas sobre a área onde se localiza a residência são de 1698. O sítio provavelmente integrava a sesmaria de João Ramalho, como atestado pelo fato de que seus primeiros proprietários conhecidos eram herdeiros do explorador. Em 1829, foi adquirido pelo padre Diogo Antônio Feijó. Em 1911, tornou-se patrimônio do Lar Anália Franco, instituição beneficente dedicada a abrigar crianças órfãs e abandonadas e ex-prostitutas. |
|           | Sede do Sítio Itaim                                                             | 1982              | Edificação                                                 | Municipal (Conpresp)                   | Casa bandeirista de meados do século XVIII, em taipa de pilão. Sede do Sítio Itaim, registrado em 1846 como propriedade de Anna Joaquina Duarte Ferraz. Comprado pelo general Couto de Magalhães no fim do século XIX, o sítio teve sua área ampliada pela aquisição dos terrenos vizinhos. O sobrinho do general, Leopoldo Couto de Magalhães, vulgo "Bibi", iniciou o loteamento da área. O imóvel sediou o Abrigo de Santa Maria entre 1918 e 1921, quando foi comprado por Brasílio Marcondes Machado e transformado em sede do Sanatório Bela Vista. Abrigou o sanatório até 1980, sendo posteriormente abandonado. |
|           | Sede do Sítio Mirim                                                             | 1982              | Edificação                                                 | Municipal (Conpresp); Federal (IPHAN)  | Ignora-se a data de construção do imóvel, sendo o mais antigo registro datado de 1750, quando foi relacionado entre os bens do guarda-mor Francisco de Godoy Preto. Constitui um exemplar único no conjunto das casas bandeiristas, em função das inovações na disposição da planta (destituída de salão central, organizando-se em pequenos ambientes e com varanda em "L", ao longo de duas fachadas) e técnica construtiva (paredes de taipa relativamente delgadas, de até 50 cm de espessura, e telhados com dupla inclinação). Na década de 1940, a residência se encontrava em péssimo estado de conservação e, a partir de 1967, já em ruínas. |
|           | Sede do Sítio Morrinhos (ou Chácara de São Bento)                               | 1974              | Edificação                                                 | Municipal (Conpresp); Federal (IPHAN)  | Casa bandeirista do início do século XVIII, em taipa de pilão com acrescimentos em alvenaria de tijolos. Na verga da porta de entrada, consta a data "1702". Sua construção é atribuída ao minerador paulista José de Góis e Morais. Posteriormente, pertenceu aos beneditinos, sendo adquirido por Sebastião Camargo, em 1968. |
|           | Serra do Mar e de Paranapiacaba                                                 | 1985              | Patrimônio natural                                         | Municipal (Conpresp); Mundial (Unesco) | O conjunto composto pelas Serras do Mar e de Paranapiacaba possui grande importância geológica, geomorfológica, hidrológica e paisagística, representando ainda um dos mais relevantes remanescentes da mata tropical nativa no estado de São Paulo, com ecossistemas representativos da fauna e da flora. Ao todo, o 1,2 milhão de hectares estão tombados, abrangendo parques, reservas, áreas de proteção ambiental, morros isolados, ilhas e trechos de planícies litorâneas, em diversos municípios. Na cidade de São Paulo, o trecho tombado localiza-se no extremo sul do território. |
|           | Sítio Santa Luzia                                                               | 1982              | Edificação                                                 | Municipal (Conpresp)                   | Residência em taipa de pilão, erguida provavelmente no século XIX. Pertenceu ao engenheiro Joaquim Eugênio de Lima. |
|           | Sociedade Harmonia de Tênis                                                     | 1992              | Edificação                                                 | Municipal (Conpresp)                   | Projeto vencedor do concurso promovido pela seccional paulista do Instituto de Arquitetos do Brasil, em 1964, para a nova sede to tradicional clube paulistano Harmonia. O edifício, idealizado por Fábio Penteado, Alfredo Paesani e Teru Tamaki, foi erguido em um lote de 20.000 metros quadrados e possui 2.500 metros quadrados de área construída. |
|           | Solar da Marquesa de Santos                                                     | 1971              | Edificação                                                 | Municipal (Conpresp)                   | Erguido em taipa de pilão na segunda metade do século XVIII, o solar foi adquirido junto ao brigadeiro Joaquim José Pinto de Morais Leme pela marquesa de Santos, em 1834, que passou a utilizá-lo como residência. Em 1880, foi adquirido pela Mitra e transformado na sede do Palácio Episcopal e, em 1909, tornou-se propriedade da "The San Paulo Gas Company", até sua desapropriação pela prefeitura municipal. A fachada do edifício é posterior a 1860, em estilo neoclássico e partes da estrutura interna foram alteradas com demolições de paredes e reformas sucessivas. |
|           | Teatro Brasileiro de Comédia                                                    | 1982              | Edificação                                                 | Municipal (Conpresp)                   | Inaugurado em 1948 por iniciativa do industrial italiano Franco Zampari, com o objetivo inicial de fomentar e viabilizar o trabalho de grupos amadores, o Teatro Brasileiro de Comédia (TBC) passou a se destacar a partir da década de 1950 pela apresentação de peças de grandes autores, sobretudo internacionais, dirigidas por nomes como Ziembinski e Adolfo Celi, bem como pela revelação de immportantes talentes da dramaturgia brasileira, dentre os quais Cacilda Becker, Fernanda Montenegro, Nathalia Timberg e Paulo Autran. Encontra-se instalado em um edifício originalmente erguido para uso comercial e posteriormente adptado para uso como teatro, com 365 lugares. |
|           | Teatro Cultura Artística                                                        | 2011              | Edificação                                                 | Municipal (Conpresp)                   | Projetado por Rino Levi e construído entre 1942 e 1947, com financiamento da comunidade artística paulistana. Tornou-se um dos mais importantes espaços culturais da cidade nas décadas seguintes, contribuindo para a internacionalização da produção artística brasileira. A fachada é decorada por um painel mural feito pelo pintor Di Cavalcanti. Foi atingido por um incêndio em 2008 e posteriormente reformado. |
|           | Teatro Municipal de São Paulo                                                   | 1981              | Edificação                                                 | Municipal (Conpresp)                   | Projetado em estilo eclético, com forte influência neoclássica, por Domiziano Rossi e Cláudio Rossi, e construído pelo escritório de Ramos de Azevedo. As obras foram iniciadas em 1903 e a inauguração ocorrem em 1911. O Teatro Municipal foi palco da Semana de Arte Moderna de 1922 e recepcionou alguns dos mais importantes músicos, artistas e orquestras sinfônicas do Brasil e do mundo ao longo do século XX. Edificado em alvenaria de tijolos, com estrutura de concreto armado e vigamento em ferro sustentando a cobertura e a cúpula, o edifício se destaca pela técnica avançada para sua época, bem como pelo interior ricamente adornado. |
|           | Teatro Oficina                                                                  | 1983              | Edificação                                                 | Municipal (Conpresp)                   | Espaço cênico da companhia Teatro Oficina, fundada em 1958 por um grupo amador de estudantes da Faculdade de Direito da USP, que se notabilizou pela aquisição de prêmios e reação positiva da crítica teatral. A sede do grupo foi instalada no antigo edifício do Teatro Novos Comediantes, adaptado a princípio pelo arquiteto Joaquim Guedes, e serviu de palco nos anos sessenta pela apresentação de grupos experimentais inovadores, sobretudo pela linguagem cênica e na relação palco-plateia. Após um incêndio, em 1960, o edifício foi reformado por um projeto de autoria de Flávio Império e Rodrigo Lefèvre. Passou por nova renovação em 1968, a cargo de Lina Bo Bardi. |
|           | Teatro São Pedro                                                                | 1984              | Edificação                                                 | Municipal (Conpresp)                   | Construído pelo imigrante português Manoel Fernando Lopes, foi inaugurado em 1917. O edifício foi concebido em estilo eclético, com influência neoclássica e elementos art nouveau. Possuía, na época de sua inauguração, 28 frisas e 28 camarotes, balcões com mais de cem cadeiras e plateia com oitocentos assentos. O palco possuía um proscênio de quatro metros que se transformava em um poço para cinquenta músicos. Foi reformado e teve seu sistema acústico remodelado nos anos noventa. |
|           | Terreiro Axé Ilê Obá                                                            | 1990              | Edificação                                                 | Municipal (Conpresp)                   | Terreiro de candomblé fundado inicialmente no Brás, por Caio Egydio de Souza Aranha, sob a denominação de Centro de Congregação Espírita Pai Jerônimo, foi posteriormente transferido para o Jabaquara. Desde 1977, ocupa uma nova sede com 400m², construída com fundos arrecadados pela comunidade. |
|           | Túmulo de Júlio Frank                                                           | 1978              | Bem móvel ou integrado                                     | Municipal (Conpresp)                   | Túmulo de Júlio Frank, professor da Faculdade de Direito do Largo de São Francisco, intelectual de inclinações liberais, abolicionista, republicano e fundador da sociedade secreta "Bucha". Frank faleceu em 1841, vitimado por uma pneumonia, mas, sendo protestante, não pôde ser enterrado nos cemitérios da cidade, todos católicos. Sensibilizados com a situação, colegas e alunos custearam a execução de um túmulo para sepultá-lo no pátio da faculdade. |
|           | Vila Itororó                                                                    | 2005              | Conjunto urbano                                            |                                        | Conjunto de imóveis composto por um palacete e 37 residências, conectados por escadarias e passarelas localizado na encosta do vale do córrego Itororó, hoje canalizado sob a Avenida 23 de Maio. Foi erguida por etapas, entre 1922 e 1929, pelo mestre de obras português Francisco de Castro. Em sua construção foram empregados materiais provenientes de demolições de edifícios como o antigo Teatro São José. Destacam-se no conjunto a antiga residência de Francisco de Castro, adornada com 18 colunas e dotada de quatro pavimentos, e a Casa das Carrancas. Também encontra-se na vila a primeira piscina particular construída na cidade de São Paulo, originalmente alimentada por uma mina d'água existente no local. |
|           | Vila Economizadora                                                              | 1980              | Conjunto urbano                                            | Municipal (Conpresp)                   | Conjunto residencial operário, originalmente composto por 134 unidades, entre residências e armazéns, divididas por cinco ruas, exemplar dos bairros proletários que surgiram no entorno das estações de trem de São Paulo no início do século XX. Foi construído entre 1908 e 1915, pelo empreiteiro italiano Antonio Bocchini em parceria com a Sociedade Mútua Economizadora Paulista. As casas eram alugadas a preços baixos, sobretudo para imigrantes italianos. |
|           | Vila Maria Zélia                                                                | 1992              | Conjunto urbano                                            | Municipal (Conpresp)                   | Construída em 1916 pelo empresário Jorge Street, foi a primeira vila operária do Brasil. Vinculada à fábrica de tecidos Maria Zélia, a vila era composto pelas moradias dos operários, creche, escola, ambulatórios médico e dentário, farmácia, armazém, açougue e salão de festa. O projeto previa ainda um teatro, deixado inacabado. Foi posteriormente vendida em decorrência das dívida acumuladas por Street, tendo pertencido às famílias Scarpa e Guinle e, por fim, à Goodyear, que demoliu parte do conjunto. Em 1969, as moradias restantes foram vendidas pelo sistema financeiro de habitação aos seus moradores e, em 1970, a vila deixou de ser particular, integrando-se aos logradouros públicos. |